# Tim und Struppi

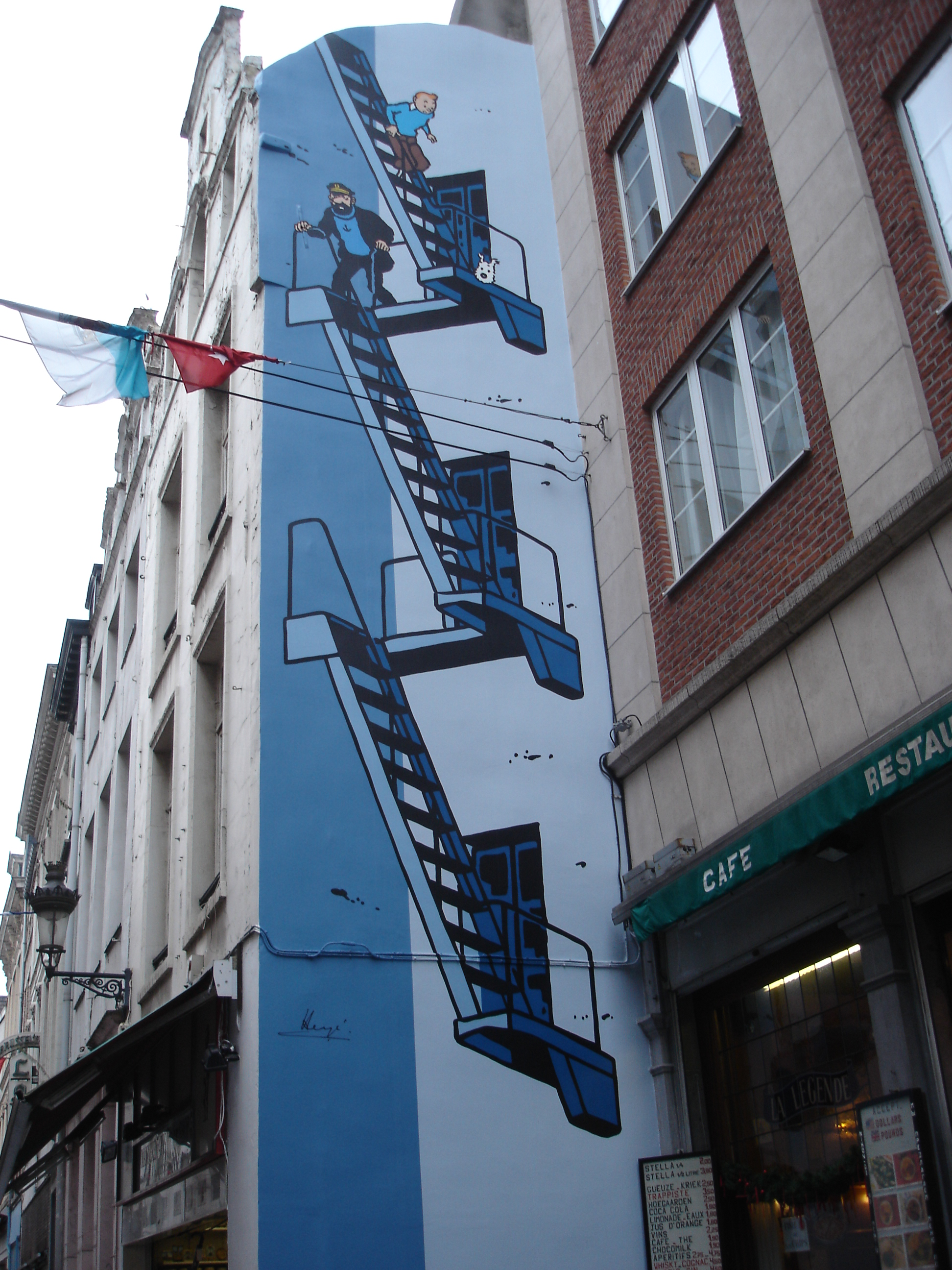
Tim, Kapitän Haddock und Struppi auf einem Wandgemälde in der Rue de l’Etuve, Brüssel (Szene aus Der Fall Bienlein)

Tim und Struppi (im französischsprachigen Original Les aventures de Tintin) ist eine der bekanntesten und bedeutendsten europäischen Comicserien. Der Belgier Hergé (1907–1983) schrieb und zeichnete die humoristischen Abenteuercomics von 1929 bis zum Ende seines Lebens. Der Held der Geschichten ist der junge belgische Reporter Tim (französisch Tintin), der um die ganze Welt reist und in Abenteuergeschichten verwickelt wird. Die Comicfigur wurde am 10. Januar 1929 erstmals der Öffentlichkeit vorgestellt. Insgesamt entstanden 24 Comic-Alben. Den geplanten Band 25 Tim und die Alpha-Kunst konnte Hergé bis zu seinem Tod nicht mehr fertigstellen. Die Serie inspirierte viele Künstler, darunter den Regisseur Steven Spielberg und den Maler Andy Warhol. Fachleute, die sich ausführlich mit diesem Comic beschäftigen, werden nach dem belgischen Originaltitel der Serie Tintinologen genannt.

(Altes) Logo der Geschichten

Die Geschichten sind hauptsächlich Abenteuergeschichten, manche haben Fantasy- und Science-Fiction-Elemente, andere sind politische Kommentare. Hergé gab das damalige bürgerliche Weltbild vor allem in den ersten Bänden unkritisch wieder. Besonders Tim im Kongo wird aufgrund seines unverhohlenen Rassismus und Kolonialismus stark kritisiert. In späteren Bänden, besonders ab Der Blaue Lotos, hat sich Hergé bemüht, andere Kulturen differenziert darzustellen.

## Stil
Die frühen Episoden haben selbstironischen, phantasievollen Charakter, während der Witz der späteren Abenteuer leichter zugänglich ist und die Geschichten deutlich an Realismus gewinnen. Ab Mitte der 1930er zeigten sie die jeweilige Mode und Technik sehr detailgetreu.
Alle Geschichten enthalten zahlreiche witzige Situationen und viele visuelle Gags, die an den Slapstick der Stummfilme aus den 1920er Jahren erinnern.
Die Serie wird für ihre Zeichnungen geschätzt, die klar, durchkomponiert und in Bezug auf Objekte wie Fahrzeuge, Maschinen oder Gebäude sehr vorbildgetreu sind. Hergés zeichnerische Handschrift, die Ligne claire, mit ihren klar begrenzten, schattenlosen Figuren, war stilbildend und wurde oft kopiert. Bei der minimalistischen Gestaltung von Tims Gesichtszügen orientierte sich Hergé angeblich am noch älteren Vorbild der Bécassine. Nach Georg Seeßlens Analyse der Comics bezeichnet der Begriff Ligne claire nicht allein einen Zeichenstil, sondern ebenso „die Raum-Aufteilung, die Handlung, die Personen-Charakterisierung“: „Tintin sieht seine Welt als eine vollkommene, reine und manchmal beinahe abstrakte Ordnung […]. Sie mag nicht vollständig aufgeklärt sein, diese Welt, doch sie ist geklärt. Es gibt keinen Raum für Zweideutigkeiten […].“ Auch der Hergé-Biograf Benoît Peeters sah in der Ligne claire den Ausdruck einer „manchmal bis zur Besessenheit gehenden Suche nach Klarheit“.

## Umfeld und Zeitgeist

### Rassistische, kolonialistische und antikommunistische Elemente
Das Frühwerk Hergés wurde für die Verwendung rassistischer, kolonialistischer und antikommunistischer Stereotype vielfach kritisiert.
„Er stand sehr unter dem Einfluss seines Ziehvaters, einem katholischen Priester, der mit dem Nationalsozialismus sympathisierte. Und die ersten Alben wurden quasi diesem jungen Zeichner in Brüssel, der wenig intellektuellen Hintergrund hatte, in die Feder diktiert“, umschreibt 2019 der Comic-Kurator und Hergé-Experte Alexander Braun die Umstände der Frühphase anlässlich der umstrittenen Neuauflage von Tim im Kongo. Bei diesem „Ziehvater“ handelte es sich um Norbert Wallez.
Der erste Band Tim im Lande der Sowjets ist in eindeutig propagandistischer Absicht verfasst und bedient sich der damals verbreiteten Klischees über „Bolschewiken“, die als zugleich böse und dumme Unterdrücker dargestellt werden: „Die Sowjets sehen in diesem allerersten Abenteuer aus wie halbe Tiere, sie lügen und betrügen, morden und sengen und trachten Tim natürlich nach dem Leben.“ Die Geschichte erschien ursprünglich als Fortsetzungs-Comic in der wöchentlichen Kinderbeilage (Le Petit Vingtième) der katholischen Zeitung Le Vingtième Siècle, und basierte praktisch ausschließlich auf dem 1928 erschienenen Buch Moscou sans Voiles (Moskau ohne Schleier) des belgischen Konsuls Joseph Douillet, der rund 26 Jahre im zaristischen Russland und neun Jahre in der Sowjetunion verbracht hatte – davon etwa neun Monate als politischer Häftling der GPU. Da kein Skript existierte und die Handlung unter großem Zeitdruck jede Woche weiterentwickelt werden musste, übernahm Hergé ganze Passagen der stark antikommunistisch gefärbten Vorlage. Später distanzierte er sich von dem Werk als „Jugendsünde“, das lange nach seinem Tod als „Nummer 0“ in die offizielle Albumreihe aufgenommen wurde.
Die für lange Zeit offizielle erste Episode Tim im Kongo stellt die belgische Kolonialherrschaft, die faktisch eine der brutalsten überhaupt war, als einen Segen für die Ureinwohner dar. Dabei ist der Band unverhohlen rassistisch: Die Schwarzen werden als dumme und faule Kinder dargestellt, die der Führung, Aufsicht und Belehrung von Weißen bedürfen. Tim gibt als strenger Lehrer und Kolonialherr jungen Kongolesen Schulunterricht und belehrt sie in der ersten Fassung, Belgien als ihr Vaterland zu betrachten. Auch ein missionarischer Unterton ist spürbar. Daneben wird Tim im Kongo auch für seine Verherrlichung der Großwildjagd und für seine exzessive und sadistische Darstellung von Tierquälereien kritisiert. Im August 2007 reichte ein kongolesischer Student in Brüssel Klage gegen die weitere Verbreitung ein, diese wurde 2012 abgewiesen. Der Band darf jedoch in einigen Ländern wie Südafrika nicht verkauft werden. In Großbritannien und den USA nahmen die Verlage beziehungsweise Buchhandlungen den Band von sich aus aus dem Sortiment.
Hergé stellte sich später als „Kind seiner Zeit“ dar, das naiv damalige Klischees verarbeitet habe. Diese Argumentation wurde später von der Hergé Foundation und von anderen Verteidigern des Autors im Wesentlichen übernommen – demnach habe Hergé lediglich zur Entstehungszeit geltende gesellschaftliche Werte und Normen einfließen lassen und diese Positionen später revidiert. Tatsächlich ist ab Der Blaue Lotos eine größere Differenziertheit bei der Darstellung anderer Kulturen festzustellen.
Hergés Kritiker leiten dessen Weltbild aus dem rechts-katholischen, belgisch-nationalistischen Milieu her, dem er entstammt.  Hergé hat in Bezug auf Tim im Kongo selbst konstatiert, dass er damals wie bei Tim im Lande der Sowjets „voller Vorurteile, die aus dem bürgerlichen Milieu stammten, in dem ich verkehrte“ gewesen sei. Georg Seeßlen hinterfragt in seiner Analyse, ob sich Hergé von diesem in seiner Jugend geprägten Weltbild jemals ganz lösen konnte oder ob bei allen einkehrenden Ambivalenzen nicht ein „unterschwelliges Weiterwirken“ zu konstatieren sei.
Auch wurde Hergé oft vorgeworfen, sich mit der Nazi-Herrschaft im besetzten Belgien arrangiert zu haben – was er stets zurückwies.

### Weibliche Figuren
Auffällig ist das fast vollständige Fehlen weiblicher Charaktere. Neben der einzigen Ausnahme Bianca Castafiore gibt es in diesem Comic keine Frauen, die in mehr als einer Folge auftauchen. Die wenigen weiblichen Nebencharaktere sind meist das Anhängsel in einem Paar, in dem der Mann klar die Führungsrolle innehat. In Der Blaue Lotos erscheint nur eine einzige weibliche Person: die Frau von Wang, die um ihren Sohn weint.
Michael Farr zitiert Hergé im Tagesspiegel mit:
„Tim ist ein Abenteurer, er lebt ein schnelles, gefährliches Leben, da ist kein Platz für Frauen – mit Ausnahme der Opernsängerin Bianca Castafiore.“
Bianca Castafiore ist keine positiv besetzte Figur. Sie wird aber – anders als die seltenen weiblichen Nebenfiguren – nicht als hilfsbedürftig dargestellt. Sie ist eine ältere, unsensible Dame, die von ihrer künstlerischen Begabung zu überzeugt ist: Mit ihren Arien versetzt sie ihr Umfeld stets in Angst und Schrecken. Als titelgebende Hauptfigur in Die Juwelen der Sängerin verhält sie sich dem Kapitän gegenüber sexuell übergriffig, als sie vorgibt, mit ihm in einer Affäre zu sein. Ansonsten ist die Castafiore hauptsächlich auf ihre Juwelen fixiert, die sie ständig verliert oder glaubt, verloren zu haben.

### Hergés Beziehung zu seinen Hauptfiguren
In einem Interview mit Numa Sadoul im Mai 1971 antwortete Hergé auf die Frage, was die Welt Tims für ihn sei:

„Das bin ich in allen meinen Formen. Tim, das bin ich, wenn ich mal heldenhaft sein möchte. Die Schultzes, das bin ich, wenn ich mich mal blöd stelle, und Haddock, das bin ich, wenn ich mich zu etwas äußern möchte.“

Für die Neuauflagen der Comic-Alben wurden die Geschichten von Hergé jeweils überarbeitet und die Zeichnungen von ihm, E. P. Jacobs und anderen der Zeit angepasst. In den späteren Abenteuern werden das Umfeld und die Kleidung der Hauptfiguren der jeweiligen Zeit entsprechend gestaltet. So trägt Tim in den 1970er Jahren (Tim und die Picaros) anstatt der klassischen Knickerbocker eine modischer geschnittene Hose.

## Originalveröffentlichungen
Die ersten Abenteuer von Tim erschienen in der Jugendbeilage „Le Petit Vingtième“ der katholischen Tageszeitung Le Vingtième Siècle (Le XXe Siècle). Die Erstveröffentlichung war am 10. Januar 1929. Erst 1934 wurde der Verlag Casterman Herausgeber der Alben. Während der Besatzung Belgiens durch deutsche Truppen kamen weitere Comics als tägliche Strips in der Abendzeitung Le Soir heraus. Ab 1946 erschien Tim in seinem eigenen Magazin Tintin.
Die frühen Geschichten waren schwarzweiß und hatten einen Umfang von bis zu 124 Seiten. Während des Zweiten Weltkriegs wurde die Seitenanzahl wegen der Papierknappheit auf 62 Seiten begrenzt, dafür wurden die Geschichten farbig. Hergé begegnete dem geringeren Seitenumfang, indem er vier statt bisher drei Bildstreifen pro Seite unterbrachte.
Die Zeitschriftenfassung von Der Sonnentempel musste bei der Umarbeitung zur Albenversion ummontiert werden. Zudem war die bisherige Version zu lang für ein 62 Seiten langes Album, weswegen Hergé insgesamt 333 Bilder herauskürzte. Hingegen war Der geheimnisvolle Stern für die Albenausgabe zu kurz. Im Zuge der Umarbeitung und Ummontierung vergrößerte beziehungsweise erweiterte Hergé einige Bilder und fügte neue hinzu.
Alle vor dem Krieg in Schwarzweiß erschienenen Alben (bis auf Tim im Lande der Sowjets) wurden für die Farbversion teilweise oder komplett neu gezeichnet. Je drei Versionen existieren zum Beispiel von Die Schwarze Insel (1937, 1943 und 1965) und Im Reiche des Schwarzen Goldes (erster Teil 1939/1940, als abgeschlossene Geschichte neu gezeichnet und in Farbe 1948, komplett überarbeitet 1971).
Die vorgenommenen Änderungen in Im Reiche des Schwarzen Goldes nahm Hergé auf Betreiben seines englischen Verlags Methuen vor: danach wird Tim unter anderem von arabischen statt zuvor britischen MPs festgenommen, es fehlen hebräische Schriftzüge in den Straßen der Phantasiestadt Kemkhâh (zuvor: Caiffa, nach der ersten Überarbeitung von 1948 dann Haifa) und eine Entführungsszene, in der Tim mit einem Finkelstein (Fassung von 1948: Salomon Goldstein) verwechselt wurde.
Auf Druck der US-amerikanischen Verleger nahm Hergé 1973 zudem geringfügige Änderungen an der Farbfassung von Tim in Amerika vor. In drei Bildern wurden Schwarze entfernt und teilweise durch Personen hellerer Hautfarbe ersetzt, da die amerikanischen Verleger keine Vermischung von Schwarzen und Weißen in einem Jugendbuch sehen wollten. Hergé nutzte die Gelegenheit weiterhin, um den Text leicht zu überarbeiten. Dieser Fassung entspricht auch die deutsche Farbversion.
Auch bei der deutschen Fassung der Farbausgabe von Tim im Kongo ist eine abgeänderte Version zum Abdruck gekommen. Die Szene, in der Tim ein Nashorn mit Hilfe einer Stange Dynamit in die Luft jagt, war den skandinavischen Verlegern zu brutal. Hergé zeichnete daraufhin das gesamte Blatt neu. So kommt in den skandinavischen Druckfassungen und eben auch der deutschen Druckfassung das Nashorn mit einem Schrecken davon.
Von 2008 bis 2014 brachte der Carlsen Verlag eine neue Reihe der Alben heraus, die erstmals in deutscher Sprache die ab 1942 erschienenen ersten farbigen Albenversionen in Form von Farbfaksimiles präsentierte. Gerade die frühen Bände bis einschließlich Im Reiche des Schwarzen Goldes oder Die Schwarze Insel weisen teilweise erhebliche inhaltliche Unterschiede zu den heute verbreiteten Endversionen auf. Bei anderen Alben wurden zudem auch Seiten vertauscht, wiederum andere haben nur unterschiedliche Farbnuancen. Die Ausgaben erschienen als Hardcover gebunden, mit typischem Leinenrücken und gedruckt auf mattem Papier. Diese Alben sind bereits begehrte Sammlerstücke.
Chronologie der verschiedenen Fassungen

(Die Jahreszahlen beziehen sich meist auf die Erstveröffentlichungen als Alben, die sich ab 1934 mit nur geringfügigem zeitlichem Abstand an die Zeitungs- bzw. Zeitschriftenveröffentlichungen anschlossen. Bei abweichenden Fassungen, die nicht als Alben veröffentlicht wurden, sind die Jahreszahlen der Zeitungs- bzw. Zeitschriftenveröffentlichungen angegeben.)
- 1929: Tim im Lande der Sowjets (Tintin au pays des Soviets) – schwarzweiße Fassung
- 1930: Tim im Kongo (Tintin au Congo) – schwarzweiße Fassung
- 1931: Tim in Amerika (Tintin en Amérique) – schwarzweiße Fassung
- 1932: Die Zigarren des Pharaos (Les cigares du pharaon) – schwarzweiße Fassung
- 1934: Der Blaue Lotos (Le lotus bleu) – schwarzweiße Fassung
- 1935: Der Arumbaya-Fetisch (L’oreille cassée) – schwarzweiße Fassung
- 1937: Die Schwarze Insel (L’île noire) – schwarzweiße Fassung
- 1938: König Ottokars Zepter (Le sceptre d’Ottokar) – schwarzweiße Fassung
- 1939–1940: Im Reiche des Schwarzen Goldes (Au pays de l’or noir) – unvollendete, schwarzweiße Fassung
- 1940: Die Krabbe mit den goldenen Scheren (Le crabe aux pinces d’or) – schwarzweiße Fassung
- 1941–1942: Der geheimnisvolle Stern (L’étoile mystérieuse) – schwarzweiße Fassung, das farbige Album erschien gleich anschließend 1942
- 1943: Das Geheimnis der „Einhorn“ (Le Secret de la Licorne) – farbig
- 1943: Der Arumbaya-Fetisch (L’oreille cassée) – farbige Neufassung
- 1943: Die Schwarze Insel (L’île noire) – erste farbige Neufassung
- 1943: Die Krabbe mit den goldenen Scheren (Le crabe aux pinces d’or) – farbige Neufassung
- 1944: Der Schatz Rackhams des Roten (Le trésor de Rackham Le Rouge) – farbig
- 1946: Tim im Kongo (Tintin au Congo) – farbige Neufassung
- 1946: Tim in Amerika (Tintin en Amérique) – farbige Neufassung
- 1946: Der Blaue Lotos (Le lotus bleu) – farbige Neufassung
- 1947: König Ottokars Zepter (Le sceptre d’Ottokar) – farbige Neufassung
- 1947: Die sieben Kristallkugeln (Les 7 boules de cristal) – farbig
- 1946/1947–1948: Der Sonnentempel (Le temple du soleil) – farbige Zeitschriftenfassung
- 1949: Der Sonnentempel (Le temple du soleil) – ummontierte und gekürzte, farbige Albenfassung
- 1950: Im Reiche des Schwarzen Goldes (Au pays de l’or noir) – erste farbige Albenfassung, Fortsetzung der wegen des Krieges unterbrochenen Geschichte von 1939
- 1952: Reiseziel Mond (Objectif Lune) – farbig
- 1954: Schritte auf dem Mond (On a marché sur la Lune) – farbig
- 1954: Der geheimnisvolle Stern (L’étoile mystérieuse) – ummontierte farbige Albenfassung
- 1955: Die Zigarren des Pharaos (Les cigares du pharaon) – farbige Neufassung
- 1956: Der Fall Bienlein (L’affaire Tournesol) – farbig
- 1958: Kohle an Bord (Coke en stock) – farbig
- 1960: Tim in Tibet (Tintin au Tibet) – farbig
- 1963: Die Juwelen der Sängerin (Les bijoux de la Castafiore) – farbig
- 1965: Die Schwarze Insel (L’île noire) – zweite farbige Neufassung
- 1968: Flug 714 nach Sydney (Vol 714 pour Sydney) – farbig
- 1971: Im Reiche des Schwarzen Goldes (Au pays de l’or noir) – überarbeitete, zweite farbige Albenfassung
- 1972: Tim und der Haifischsee (Tintin et le lac aux requins) – farbig, nach dem Zeichentrickfilm
- 1973: Tim in Amerika (Tintin en Amérique) – geringfügig abgeänderte Farbfassung
- 1976: Tim und die Picaros (Tintin et les Picaros) – farbig
- 1983: Tim und die Alpha-Kunst (Tintin et l’Alph-Art) – unvollendete Skizzen
- 2017: Tim im Lande der Sowjets (Tintin au pays des Soviets) – farbige Neufassung

## Deutschsprachige Veröffentlichungen
Einem deutschsprachigen Publikum wurden Tim und Struppi erstmals am 2. Februar 1952 im Hamburger Abendblatt mit Tim auf der Jagd nach dem geheimnisvollen Zepter vorgestellt. In dieser Zeitung erschienen bis 1971 insgesamt 16 der Abenteuer, einige als deutsche Erstveröffentlichung. Ebenfalls ab 1952 brachte der belgische Originalverlag Casterman die ersten deutschsprachigen Tim-und-Struppi-Alben auf den Markt: die Tim, der pfiffige Reporter betitelte Hardcover-Reihe erschien bis 1963; seit 1967 erscheinen die Softcover-Alben des Carlsen Verlags.
Weitere bekannte Veröffentlichungen in Zeitungen, Magazinen und gesonderten Alben:
- Dalla (Waso Verlag, 1953/1954): Die schwarze Insel (zweite Fassung), wegen Einstellung des Magazins unvollständig
- Deutscher Hausfreund (1955–1964): Die Krabbe mit den goldenen Scheren, Der geheimnisvolle Stern, Das Geheimnis der „Einhorn“ […] Der Sonnentempel, Die schwarze Insel (2. Fassung), Reiseziel Mond (beide Mond-Abenteuer zusammengefasst und stark gekürzt)
- Die Woche im Bild (1956/1957, 1961): Die 7 Kristallkugeln, Das gespaltene Ohr (= Arumbaya-Fetisch)
- Pony (Bastei, 1959/1960): Die sieben Kristall-Kugeln, Der Sonnentempel
- Tim (Atar Verlag, 1959–1976): König Ottokars Zepter, Das Geheimnis der „Einhorn“, Der Schatz Rackhams des Roten, Der geheimnisvolle Stern, Schritte auf dem Mond, Die sieben Kristallkugeln, Der Sonnentempel, Tim und der Haifischsee, Tim in Tibet und Im Reiche des schwarzen Goldes kamen im Schweizer Apotheken-Magazin zum Abdruck, davon die drei Erstgenannten zweimal.
- Der Sonntag (1961/1962): Das gespaltene Ohr
- Berliner Morgenpost (1963–1966): Der geheimnisvolle Stern, Im geheimnisvollen Tibet
- Brigitte (1971–1973): Der Fall Bienlein, in monatlichen Fortsetzungen
- Zack (1973/1975): Tim und der Haifischsee (Comicversion), Flug 714 nach Sydney
- Koralle (1975): MS Ramona funkt SOS (Kohle an Bord), Album des Zack Verlags
- Abendpost/Nachtausgabe (1974): Tim und der Haifischsee, in der Zack-Version
- tz Fernsehmagazin (1976/1977): Das Geheimnis der „Einhorn“
- Fix und Foxi (1976–1978): Der geheimnisvolle Stern, Der Fall Bienlein, Die schwarze Insel, Die Zigarren des Pharao, König Ottokars Zepter, Die sieben Kristallkugeln, Der Schatz Rackhams des Roten, Das Geheimnis der „Einhorn“, Der Sonnentempel, Tim und Struppi in Tibet, Flug 714 nach Sydney, bis auf die erste Geschichte alle auf fünf Reihen ummontiert.
- Siehste (1979): Das Geheimnis der „Einhorn“, wegen Einstellung des Magazins gegen Ende stark gekürzt
- Tim und Struppi de Luxe (1982, Bertelsmann/Carlsen): vereint Das Geheimnis der „Einhorn“ und Der Schatz Rackhams des Roten
- Bild Comic-Bibliothek 8 – Tim und Struppi (Weltbild, 2005): Die sieben Kristallkugeln, Der Sonnentempel, Der Fall Bienlein

## Unvollendete Episode
Im Jahr 1960 beschäftigte sich Hergé mit einem Tim-Abenteuer nach einem Szenario von Greg – Le Thermozéro. Schon nach kurzer Zeit brach er allerdings die Arbeit daran ab, und so blieb der Comic ein Fragment von acht mit Bleistift vorgezeichneten Seiten: Tim und Haddock werden Zeugen eines Autounfalls und eilen dem Fahrer zu Hilfe, der aus seinem VW Käfer geschleudert wurde. Mit demselben Mann hatte Haddock kurz zuvor an einer Tankstelle noch wegen dessen rasanten Fahrstils debattiert. Bis der Krankenwagen eintrifft, bedeckt Tim das Unfallopfer mit seinem Regenmantel. Mehrere Personen tauchen am Ort des Geschehens auf (später u. a. Fridolin Kiesewetter). Darunter befinden sich zwei teilweise deutsch sprechende, bedrohliche Männer, vor denen das Opfer offensichtlich Angst hat. Als Tim seinen Mantel zurücknimmt, bemerkt er nicht, dass ihm der Mann, anscheinend Mitglied einer Geheimorganisation, ein mysteriöses Objekt untergeschoben hat – im weiteren Verlauf der Geschichte hätte es Tim dann nach Berlin verschlagen sollen. Vermutlich gab Hergé das Projekt auf, weil er weiterhin der alleinige Autor der Serie sein wollte. Es ist nicht auszuschließen, dass Greg kurze Zeit später einige Ideen für die Spirou-Geschichte QRN ruft Bretzelburg wieder aufgriff. Hergé wandte sich stattdessen der Geschichte Die Juwelen der Sängerin zu. Auch ein späterer Plan, aus Le Thermozéro ein Jo, Jette und Jocko-Abenteuer zu machen, kam über Scribbles von Bob de Moor nie hinaus.

## Parodien, Persiflagen und Band 25
Eine von Yves Rodier erarbeitete Reinzeichnung von Tim und die Alpha-Kunst, dem unvollendeten Band 25, erschien 1995. Da die Skizzen von Hergé auf Seite 42 abbrechen, ist das Ende der Geschichte eine reine Erfindung Rodiers.
„Tintin“ spornt auch die Phantasie zahlreicher Zeichner und Fans an. So gibt es von Tim und Struppi eine ganze Anzahl von unautorisierten, zum Teil durch Gerichtsurteile sogar verbotenen Parodien und Persiflagen, so zum Beispiel die beiden Abenteuer Tim in der Schweiz und La vie sexuelle de Tintin. Gegen alle diese Parodien ging Hergé zum Teil gerichtlich vor, nicht zuletzt deswegen, weil zum Beispiel die deutlich ausgearbeiteten erotischen Zeichnungen seiner Meinung nach dem Image der Originalserie schaden könnten.
Eine Parodie zeichnete Albert Uderzo in den letzten beiden Panels auf Seite 31 des 24. Asterix-Bandes Asterix bei den Belgiern. Dort treten Schulze und Schultze als belgische Boten in keltischen Gewändern im Stile ihrer Anzüge und Melonen auf, das Ganze gezeichnet im Stil Hergés und mit Sprechblasen im Stile der Hergé-Comics. Die Sprechblasen enthalten in der deutschen Übersetzung mit „Culius Jäsar ist in Gelbien angekommen“ einen typischen Versprecher. Auch der belgische Legionär Mannekenpix im Band Asterix als Legionär ist durch seine einmal zu sehende Haartolle eine Anspielung auf Tim.
In der albenlangen Asterix-Persiflage mit dem Titel Falsches Spiel mit Alcolix, gestaltet vom Berliner Zeichner und Cartoonisten Jens Jeddeloh und erschienen 1989 bei Saga, treten neben den Galliern und Charakteren aus etlichen anderen Comicserien in einer abgesonderten, im Hergé-Stil gehaltenen „Film“-Sequenz Tim und Struppi länger auf. Tim wird in diesem „Film“ Timtim im Morgenland mit seinem Hund Strapsi in den Nahen Osten entsandt und in die Bürgerkriegswirren des Libanon verwickelt. Dem US-amerikanischen Vizepräsidenten George Bush wird von Ronald Reagan befohlen, Beirut mit einer mit einem Atomsprengkopf bestückten Cruise Missile zu vernichten. Tim bekommt die Ehre, den Starthebel umzulegen. Tim bewirbt sich mit diesem Film als Referenz bei einem als Spielberg-Karikatur angelegten Regisseur – somit dem, der ab 2009 Tintin als Animationsfilm verwirklicht hat – auf die Rolle des wegen einer Depression und Alkoholproblemen ausfallenden Asterix-Epigonen Alcolix.
Eine Anspielung auf Tim findet sich auch in Franka, der Comicserie des Holländers Henk Kuijpers. Im letzten Panel von Das Kriminalmuseum (Original: Het Misdaadmuseum) sieht man den Protagonisten „Jarko“ mit den typischen Knickerbocker und Tims blauem Oberteil. Damit nicht genug: Einige Panels vorher erfahren wir, ein belgisches Boot mit dem Namen „Sirius“ (so der Name des Schiffs aus Der Schatz Rackhams des Roten) habe ihn aus dem Hafenbecken gefischt.
Der US-amerikanische Autor Frederic Tuten veröffentlichte 1993 den Roman Tim und Struppi in der neuen Welt (Tintin in the New World), der als Hommage an Tutens Freund Hergé gedacht ist und in dem der Autor Tim und die Personen aus Thomas Manns Zauberberg einander begegnen lässt.
Der Comic Tintín y el loto rosa (Der rosarote Lotus) des spanischen Autors Antonio Altarriba (und der Zeichner Ricard Castells und Javier Hernández Landazábal) wurde am 17. November 2007 in Spanien anlässlich des 100. Geburtstags Hergés veröffentlicht. Als Hergés Verlag davon erfuhr, wurde die weitere Publikation des Werks verboten – mit der Begründung, im Buch werde „das Wesen der Figur Tims pervertiert“.
In der Simpsons-Episode Es war einmal in Springfield (Once Upon a Time in Springfield) aus dem Jahr 2010 liegen sich Tim und Haddock, gerührt von einem Lied, weinend in den Armen. In der Episode Szenen einer Ehe (Husbands and Knives) von 2007 sieht man einen kurzen Clip, der sich in der Fantasie von Lisa abspielt, als diese in einem Comic-Heft blättert. Hier sind Motive aus Die schwarze Insel und Reiseziel Mond enthalten. Diese Szenen aus beiden Episoden spielen in Paris. In der Folge Im Namen des Großvaters (In the Name of the Grandfather, 2009) lästert Bart über Belgien, woraufhin seine Mutter ihm mit dem Entzug seiner Tim-und-Struppi-Hefte droht. Bart hält dabei den Band Die Krabbe mit den goldenen Scheren in der Hand. Im Vorspann der Folge Im Rausch der Macht (Politically Inept, with Homer Simpson, 2012) muss Bart den Satz „Tintin did not sucksuck“ (in etwa: ‚TinTin hat nicht geNervtNervt‘) an die Tafel schreiben.
Eine weitere Parodie, Tim im Irak (franz. Originaltitel: Tintin en Irak), wurde kurz nach dem zweiten Irakkrieg 2003 von ihrem Autor Youssouf im Internet veröffentlicht.

## Figuren

### Hauptfiguren

#### Tim

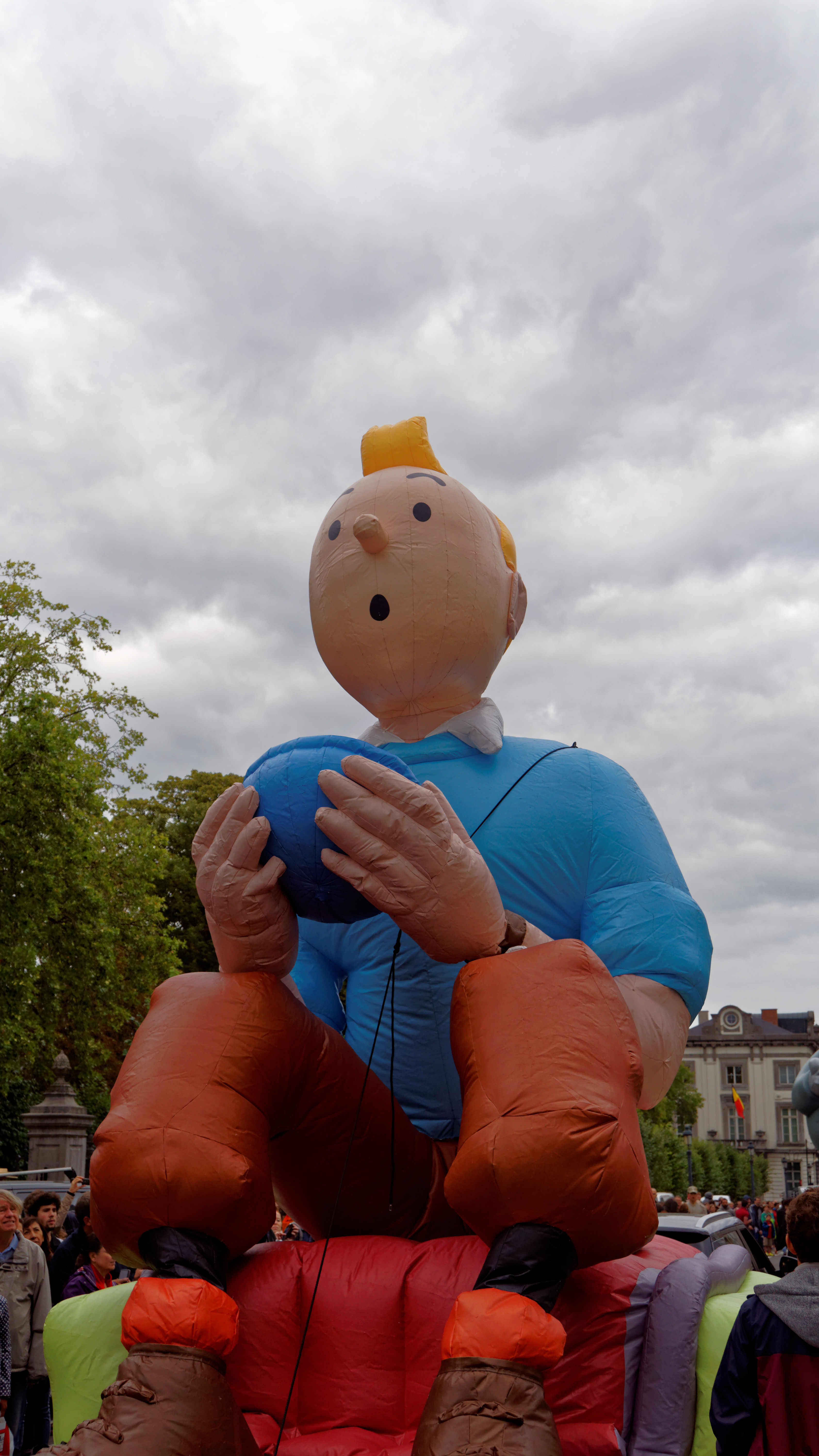
Tim als Ballonfigur bei der Balloon’s Day Parade, 2015

Der junge Reporter Tim (französisch: Tintin) ist der Held der Serie. Tim scheint keine Familie und in den frühen Abenteuern auch keine menschlichen Freunde zu haben. Er wohnt zunächst allein in einem Apartment in der „Labradorstraße Nr. 26“ im ersten Stock, später mit den Freunden Haddock und Bienlein auf Schloss Mühlenhof. Frauen kommen in Tims Leben kaum vor, und wenn, dann allenfalls als Karikatur wie Bianca Castafiore. Er arbeitet als Reporter für die belgische Zeitung Petit XXième, doch sieht man ihn seinen Beruf, außer im ersten Band Im Lande der Sowjets, kaum ausüben. Im zweiten Band, Tim im Kongo, ist nur noch andeutungsweise der Reisezweck einer Reportage zu sehen. In der verfilmten Fassung von Tim in Amerika reist er aufgrund einer Reportage nach Chicago. Ansonsten ist er vollauf damit beschäftigt, gegen das Böse zu kämpfen, auch wenn er überall als „der berühmte Reporter“ vorgestellt wird und er manchmal angebliche Reportagen oder Umfragen als Tarnung für Recherchen einsetzt (Tim und die Alpha-Kunst).

#### Struppi

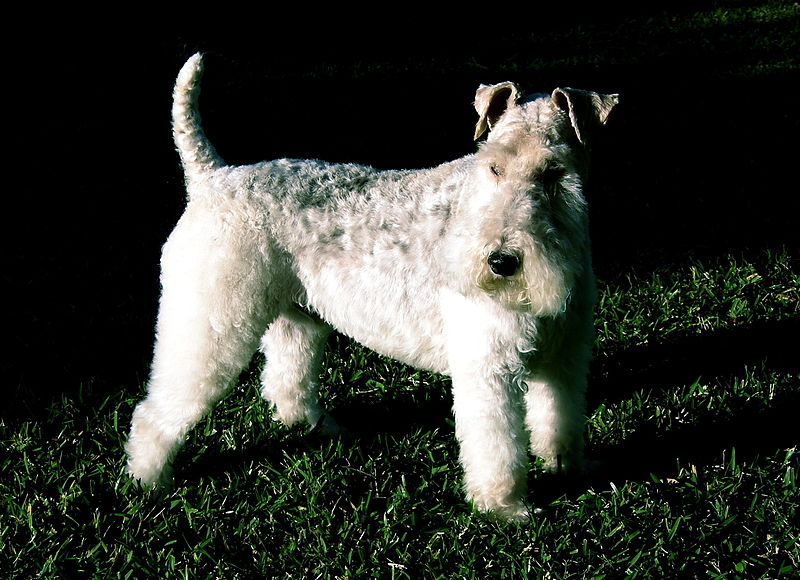
Ein Struppi gleichender weißhaariger Foxterrier

Struppi (frz.: Milou) ist Tims treuer Drahthaar-Foxterrier. In den frühen Alben spricht er mit Tim, später hat er nur noch ab und zu Sprechblasen, die seine Gedanken lesbar machen. Für viele Leser war Struppi von Anfang an der heimliche Star der Serie, bis er später in puncto Beliebtheit von Kapitän Haddock überrundet wurde. Die Genese seines Namens geht auf die erste Liebe Hergés mit 18 Jahren zurück. Sie hieß Marie-Louise Van Cutsem, hatte aber den Spitznamen Milou.

#### Kapitän Haddock

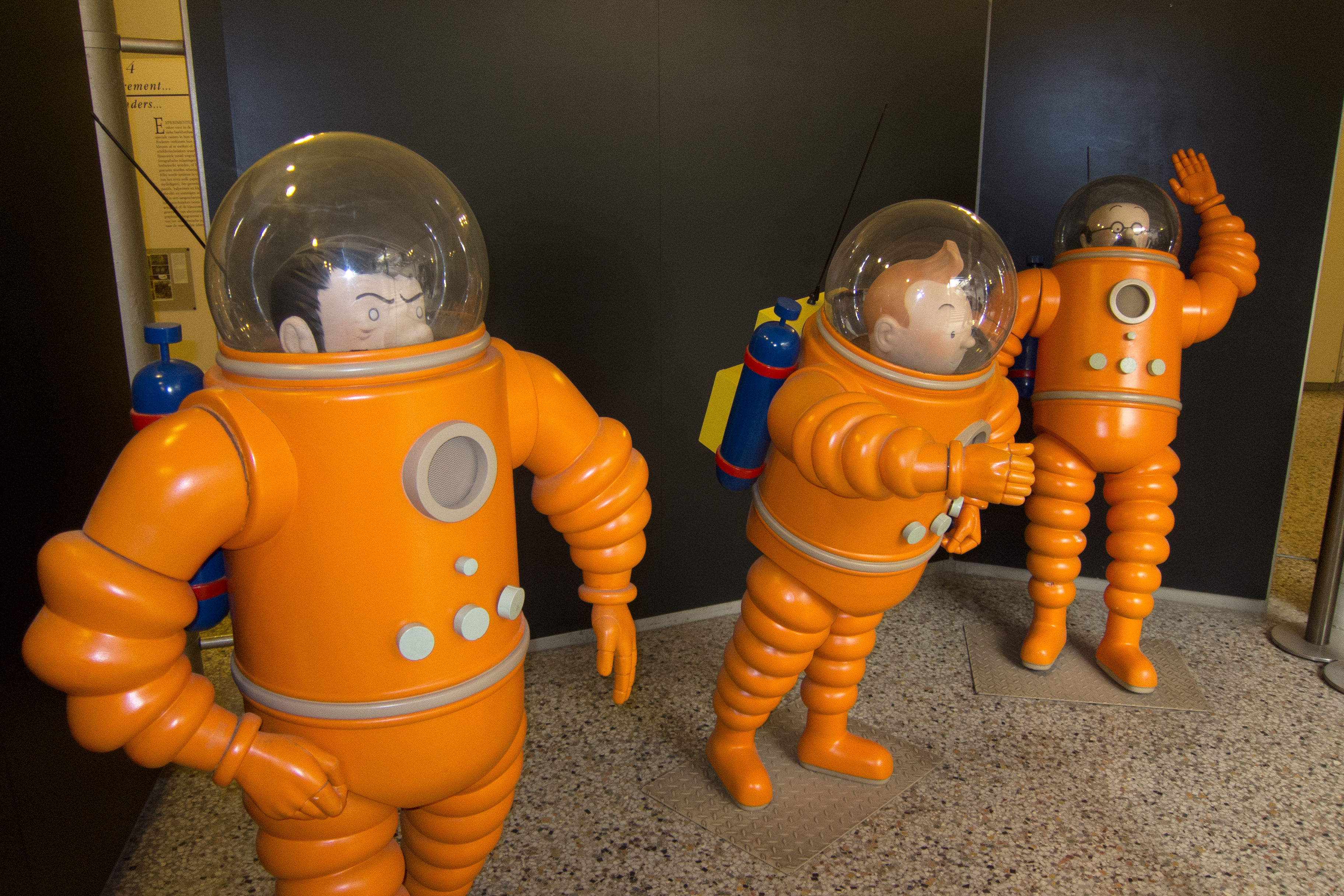
Kapitän Haddock, Tim und Professor Bienlein in Raumanzügen
(von links, Figuren im Belgischen Comiczentrum, 2011)

Kapitän Archibald Haddock (frz.: Capitaine Haddock; ‚haddock‘ ist die englische Bezeichnung für ‚Schellfisch‘) ist Seefahrer, häufig schlecht gelaunt, cholerisch und dabei tollpatschig. Er raucht Pfeife und liebt Whisky (Lieblingsmarke Loch Lomond). Seine Alkoholkrankheit wird unter anderem in Die Krabbe mit den goldenen Scheren und Der Schatz Rackhams des Roten deutlich herausgearbeitet; sie dient auch sonst allenthalben als humoristische Triebfeder. Haddock taucht erstmals im Band Die Krabbe mit den goldenen Scheren auf und entwickelt sich in den weiteren Bänden zum treuen Gefährten Tims. Am bekanntesten ist Haddock für seine Flüche, sowohl für seine markantesten Beschimpfungen – „Hunderttausend heulende und jaulende Höllenhunde!“ (frz.: ‚Mille millions de mille sabords!‘) sowie „Hagel und Granaten!“ (frz.: ‚Tonnerre de Brest!‘) – als auch für die farbenfrohen Termini, die er anstelle von unmittelbar anstößigen Worten verwendet. Die Inspiration für diese Eigenart kam durch einen Protest eines Händlers in Zusammenhang mit dem Viermächtepakt von 1933 zustande, den Hergé einmal gehört hatte und der trotz seiner an sich harmlosen Bedeutung einen sehr offensiven Klang hatte.
Anders als Tim sieht man den Kapitän öfters seinen Beruf ausüben. Als Tim ihn in Die Krabbe mit den goldenen Scheren kennenlernt, ist er offiziell Kapitän der Karaboudjan, jedoch hat sein erster Offizier Allan das Kommando an sich gerissen, da Haddock permanent betrunken ist. In Der geheimnisvolle Stern führt er dann aber das Expeditionsschiff zum Meteoriten ins Nordpolarmeer und in Der Schatz Rackhams des Roten die Sirius in die Karibik. Danach lebt er finanziell unabhängig auf seinem Schloss Mühlenhof (frz.: ‚Moulinsart‘). In Im Reiche des Schwarzen Goldes wird er in einer Krisenlage zur Marine einberufen, um schließlich in Kohle an Bord für den entscheidenden Teil der Geschichte ein letztes Mal ein Schiff zu befehligen.
Vermutet wird, dass der Name Haddock aus einem Abendessen Hergés mit seiner Frau Germaine entstand. Germaine beschrieb einen geräucherten Schellfisch mit den Worten: „trauriger englischer Fisch“, in Die Krabbe mit den goldenen Scheren wird Haddock als bemitleidenswerter Alkoholiker dargestellt.
Kapitän Haddocks Vorname, Archibald, wird erst im letzten abgeschlossenen Band von Tim und Struppi (Tim und die Picaros, S. 33) genannt – und das auch nur nebenbei. Zuvor wurde er von allen Figuren meist nur mit „Kapitän“ angesprochen. Im unvollendeten Band Tim und die Alpha-Kunst wird der Vorname erneut erwähnt.
Ein eifriger Leser fand 1979 ein Dokument (aus dem Jahre 1913), das Kommandant Herbert J. Haddock als Kapitän der Olympic, des Schwesterschiffs der Titanic, auswies. Somit war dieser Name passend für einen Seemann.

#### Professor Bienlein

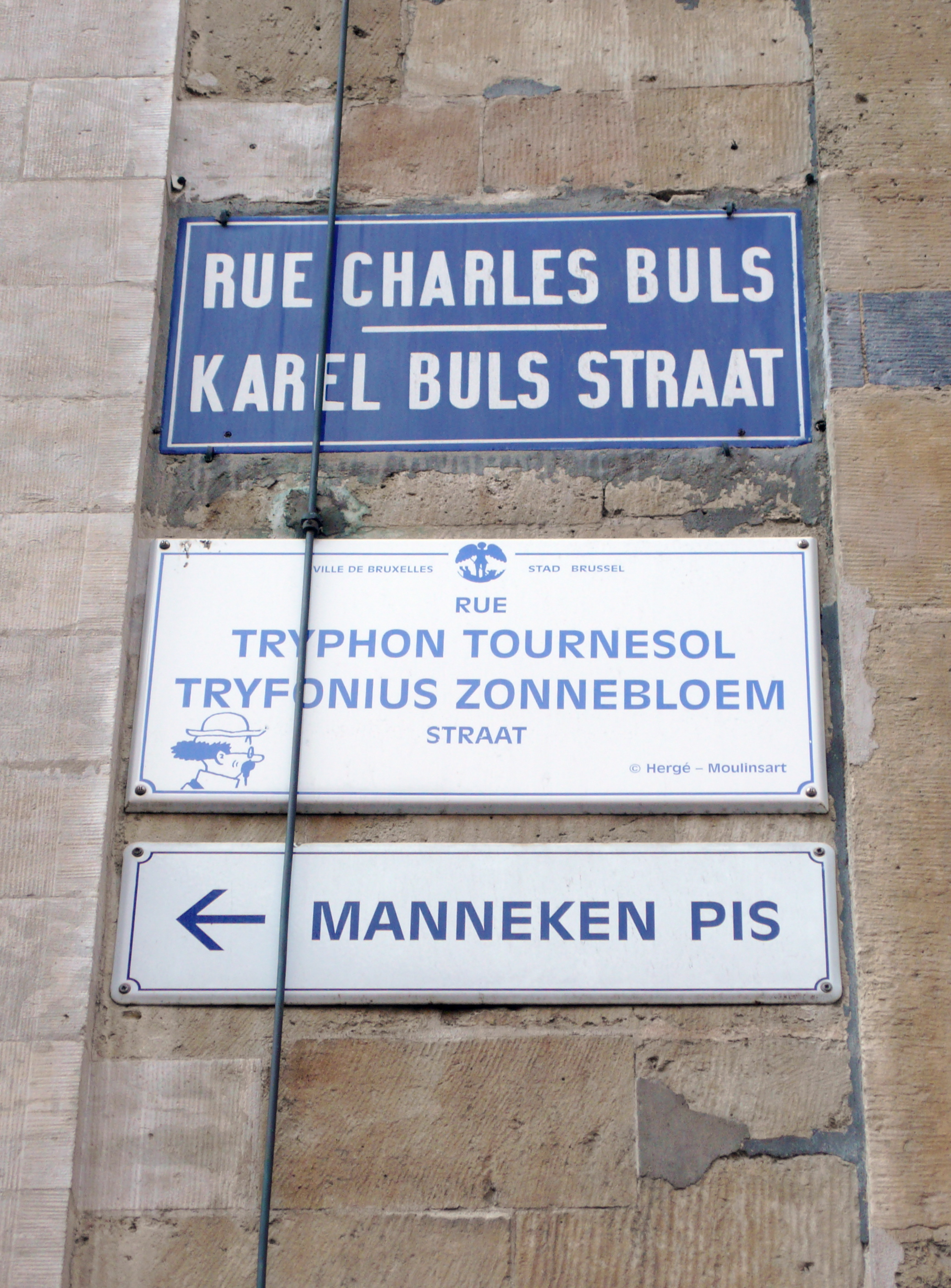
Rue Tryphon Tournesol/Tryfonius Zonnebloem Straat, Brüssel
(→ Manneken Pis), 2008

Professor Balduin Bienlein (frz.: Professeur Tryphon Tournesol; ‚tournesol‘ = ‚Sonnenblume‘) trat erstmals in Der Schatz Rackhams des Roten auf. Zu den Errungenschaften des schwerhörigen, aber genialen Erfinders gehören eine atomgetriebene Mondrakete, ein Mini-U-Boot, ein Farbfernseher (mit kleinen Schwächen), aber auch eine unheilbringende Ultraschallwaffe. Seine Motorrollschuhe, die er selber testete, konnten sich nicht durchsetzen. Kapitän Haddock steht den Erfindungen des Professors in der Regel sehr kritisch gegenüber, vor allem einer Tablette, nach deren Einnahme Alkohol ungenießbar ist.
Zur Ausstattung Bienleins gehört neben Brille, Hut und Schirm meist sein Pendel, dem er fasziniert „nach Westen“ folgt. Eigentlich die Liebenswürdigkeit in Person, sollte man ihn jedoch nicht reizen oder sich über ihn lustig machen, da er zu Wutanfällen fähig ist, bei denen sogar Haddock die Spucke wegbleibt. Bienleins Schwerhörigkeit ist ein Quell beständiger Missverständnisse und Wortspiele, er selbst bezeichnet sich lediglich als „ein klein wenig harthörig“. In Reiseziel Mond benutzt er vorübergehend ein Hörrohr; später im selben Band sowie in der Fortsetzung Schritte auf dem Mond trägt er sogar ein Hörgerät im Ohr, um den Funkverkehr besser verfolgen zu können. In späteren Comics kommt nur noch das Hörrohr kurz vor (Die Juwelen der Sängerin, S. 33).
Am Ende von Der Schatz Rackhams des Roten steuert Bienlein, nachdem er das Patent für das im selben Band getestete Mini-U-Boot gewinnbringend an die Regierung hat verkaufen können, das Geld zum Kauf von Mühlenhof bei, das er seitdem zusammen mit Kapitän Haddock bewohnt. Hier betreibt er ein kleines Labor, das sich im Schlosspark befindet. Hergé selbst verriet in einem Interview, von Auguste Piccard zur Figur Bienleins inspiriert worden zu sein.

#### Schulze und Schultze

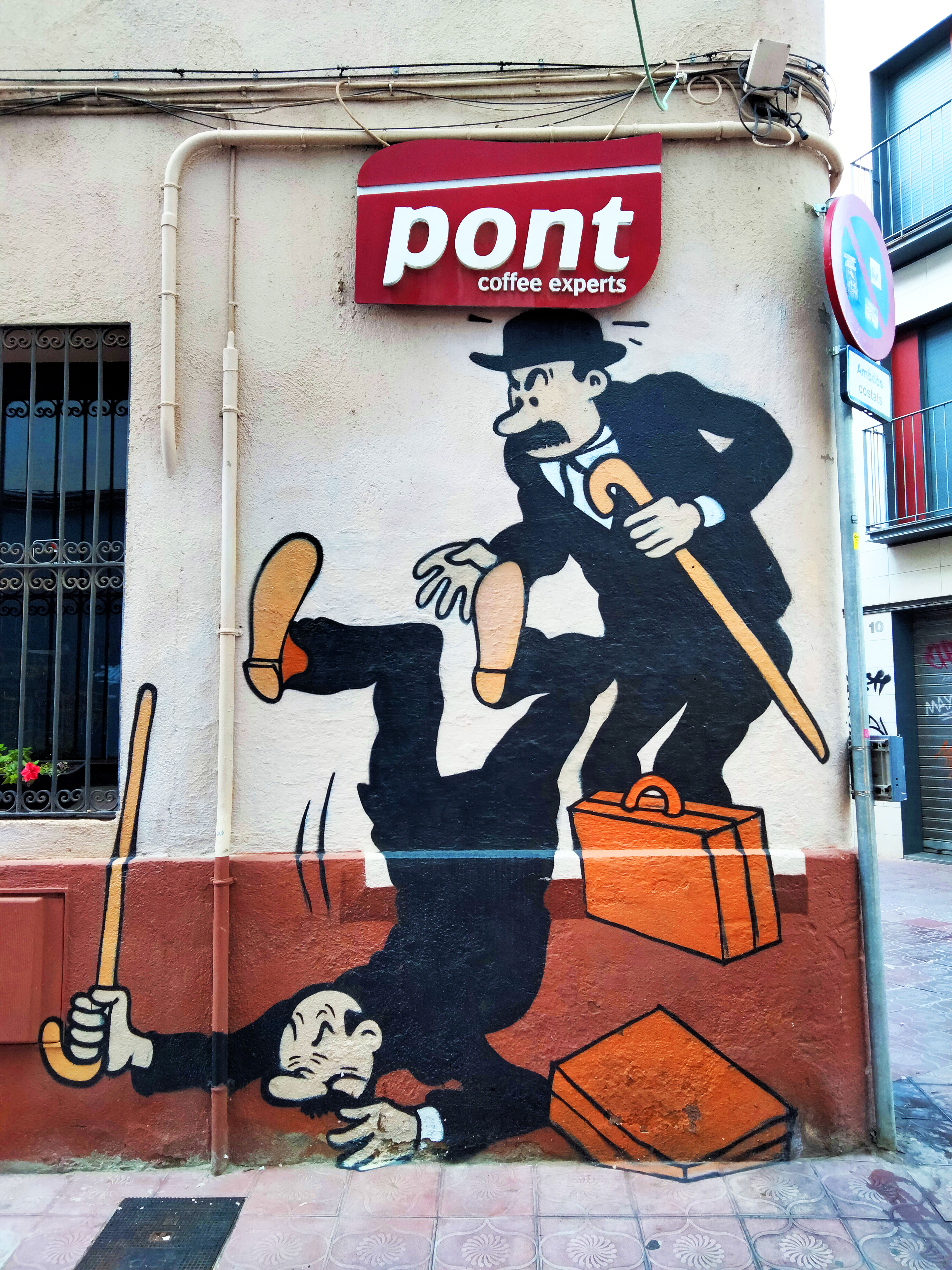
Schulze und Schultze. Wandbild in Sabadell

Schulze und Schultze (frz.: Dupond et Dupont, in der Zeichentrickserie teilweise auch Schulz und Schulze und im schweizerdeutschen Comic Huber und Gruber) sind zwei ungeschickte Detektive, die wie Zwillinge aussehen und für viele komische Einlagen in den Geschichten verantwortlich sind. Sie sind sehr misstrauisch und halten sich für genial. Zu unterscheiden sind sie allein an der Form ihres Schnurrbartes, den sie nach eigener Aussage bereits seit früher Kindheit tragen: Der von Schulze ist bei genauerem Hinsehen schmaler als der seines Kollegen Schultze, dessen Schnurrbart an den äußeren Enden ein wenig geschweift ist. Unter ihren Hüten tragen sie drei von rechts nach links über die Glatzen gelegte Haare. Für ihre geheimen Auslandsmissionen werfen sie sich zu Tarnzwecken stets in „landestypische Tracht“, womit sie bei Freund wie Feind stets für großes Aufsehen und Gelächter sorgen. Oft geraten sie dann an die örtliche Polizei oder an die lokalen Sicherheitskräfte (siehe Reiseziel Mond), können sich aber nicht ausweisen, da ihre Dienstausweise ihnen stets abhandenzukommen scheinen.
Schulze und Schultze tauchten zuerst in der Urversion von Die Zigarren des Pharaos auf, ihr Cameo im früheren Abenteuer Tim im Kongo ist nur in der später neu gezeichneten, farbigen Fassung des Bandes enthalten. Hergé soll unter anderem durch seinen Vater und dessen Zwillingsbruder zu den Figuren der beiden Detektive inspiriert worden sein.
In der Zeichentrickserie werden die beiden Charaktere „Schulz und Schultze“ genannt, um eine akustische Unterscheidung der beiden Nachnamen zu erzielen. Schulze und Schultze heißen in der niederländischen Version „Jansen en Janssen“, in der spanischen Version „Hernandez y Fernandez“ und in der englischen Version „Thomson and Thompson“. Daraus abgeleitet hat die New-Wave-Band Thompson Twins ihren Namen.

### Nebenfiguren
- Nestor ist Diener auf Schloss Mühlenhof, der schon den vorherigen Besitzern, den Gebrüdern Vogel-Faull (Das Geheimnis der Einhorn, erstes Auftreten) gedient hatte, ohne allerdings von deren kriminellen Machenschaften zu wissen. Nestor besitzt eigentlich alle Qualitäten eines guten Butlers, hat jedoch einen Hang zum Lauschen. Wenn ungebetene Gäste wie Bianca Castafiore, Fridolin Kiesewetter oder Abdallah auftreten und Haddock entsprechend gereizt reagiert, entgleitet ihm die Situation regelmäßig. Bei langanhaltendem und übermäßigem Stress neigt er zur immensen Gewichtsabnahme. (Kohle an Bord)
- Bianca Castafiore (oftmals von den Figuren als „die Castafiore“ bezeichnet) ist eine berühmte Opernsängerin der Mailänder Scala. Die kapriziöse Diva trägt ihr Bravourstück, die Juwelenarie (|: Haaa, welch Glück mich zu sehn’ so schön :|, bist du es, Margarethe?) aus Gounods Faust (deutscher Titel: Margarete), zu jeder Gelegenheit vor, nicht immer zur Freude ihrer Zuhörer. Ihr ergebenes Personal besteht aus der Zofe Luise (im französischen Original und in der Zeichentrickserie Irma) und aus Igor Wagner, der sie am Klavier begleitet. Kapitän Haddock, dessen Namen sich die Castafiore nicht merken kann und den sie deswegen oft variiert, wie z. B. in „Kapitän Bardock“ oder „Harrock“, ist zu allem bereit, um ihrer Gegenwart zu entgehen. Dies liegt nicht nur an ihrer durchdringenden Stimme, sondern auch an ihrer lebhaften Persönlichkeit. Der Kapitän scheint sie nicht besonders zu mögen, was in Tim und der Haifischsee veranschaulicht wird, als er ihr auf einem Plakat einen Schnurrbart malt. Erstmals tritt sie in König Ottokars Zepter auf. Castafiore besitzt eine wertvolle Kollektion an Juwelen, unter denen ein berühmter Smaragd besonders hervorragt, den ihr ein Bewunderer, der Maharadscha von Gopal (aus Hergés Serie Jo, Jette und Jocko), zum Geschenk machte. Die Castafiore ist die einzige weibliche Nebenfigur neben der Concierge von Tims Wohnhaus.
- Fridolin Kiesewetter (frz.: Séraphin Lampion) ist ein gelegentlich auftauchender, penetranter Vertreter der Versicherungsgesellschaft „Weitblick“. Er redet, insbesondere zu Haddocks Verdruss, fortwährend und hält sich dabei für unwiderstehlich; gern lädt er sich und seine große Familie selbst ein und ist dann nur schwer wieder loszuwerden. Mit dieser Figur nahm Hergé die etwas „spießbürgerlichen“ Landsleute seiner Zeit, sein eigentliches Publikum, aufs Korn: „Kiesewetter ist ein typischer Belgier, der zu einem Gürtel immer noch einen Hosenträger benutzt“ (Hergé).
- Roberto Rastapopoulos, ein offenbar millionenschwerer, international tätiger Verbrecher, der sich in einem Band auch Marquis di Gorgonzola nennt, ist einer von Tims besonders hartnäckigen Gegenspielern. Nachdem er Tims Weg zunächst recht harmlos als Filmproduzent kreuzt, wird bald klar, dass dies nur Tarnung für seine Aktivitäten als König des internationalen Rauschgifthandels ist. Aber auch Menschen- und Waffenhandel, Entführung und Erpressung gehören zu seinem Metier, dem er mit Hilfe verschiedener mediokrer Gestalten nachgeht, u. a. Allan Thompson, dem früheren Ersten Offizier von Kapitän Haddock.
Rastapopoulos ist das Klischee des tot geglaubten Gangsterbosses, der dann später zur Überraschung aller wieder in Erscheinung tritt. Er taucht in den Bänden Die Zigarren des Pharaos, Der Blaue Lotos, Kohle an Bord, Flug 714 nach Sydney und schließlich im Film Tim und der Haifischsee auf. Das Geheimnis, ob sich womöglich auch der zwielichtige Endaddin Akass aus Tim und die Alphakunst als Rastapopoulos entpuppt hätte, nahm Hergé mit ins Grab. Das Körper- und Nasenvolumen des Magiers sowie Tims Äußerung, dass ihm die Stimme bekannt vorkomme, sind allerdings Indizien dafür.
- Allan Thompson ist der ehemalige Erste Offizier von Kapitän Haddock auf dessen früherem Schiff „Karaboudjan“. Der stets in kriminelle Machenschaften verstrickte Gegenspieler von Tim und Haddock debütierte als Rauschgiftschmuggler in Die Krabbe mit den Goldenen Scheren. In dieser Eigenschaft ist er auch im früheren Abenteuer Die Zigarren des Pharaos zu sehen, allerdings nur in der neugezeichneten Version von 1955. In Kohle an Bord und Flug 714 nach Sydney ist Allan der Handlanger von Rastapopoulos, dem er beim Sklavenhandel und bei der Entführung von Millionär Laszlo Carreidas assistiert.
Allan ist einer der wenigen Comic-Charaktere, die „normal“ altern durften: Hat er bei seinem ersten Auftritt noch volles lockiges Haar, sieht man am Ende von Flug 714 nach Sydney, dass die Kapitänsmütze, die er stets trägt, eine deutlich kahle Stelle im schütteren Haar am Hinterkopf verdeckt. Auch trägt Allan zu dem Zeitpunkt ein künstliches Gebiss (es ist allerdings nicht klar, ob er das nicht auch schon vorher getan hat).

- Senhor Oliveira de Figueira ist ein portugiesischer Händler, der in der Gegend von Khemed tätig ist. Er verkauft alles Mögliche und Unmögliche an die Araber. Der Freund Tims ist sehr geschickt im Überreden (man könnte sagen: Übertölpeln) von Leuten und im Geschichtenerzählen. Er tritt in den Bänden Die Zigarren des Pharaos, Im Reiche des Schwarzen Goldes und Kohle an Bord auf.
- Tschang lernt Tim in Der Blaue Lotos bei seinem Abstecher nach China kennen, als er den jungen Chinesen vorm Ertrinken rettet. In Tim in Tibet wird Tschang nach einem Flugzeugabsturz im Himalaya-Gebirge vermisst und vom Yeti gerettet. Tim gelingt es, ihn ausfindig zu machen und zurück in die Zivilisation zu bringen. In Die Juwelen der Sängerin erhält Tim einen Brief von Tschang aus dessen neuer Heimat London. Mit der Figur erweist Hergé seinem Freund Tschang Tschong-Jen (eigentlich: Zhang Chongren) die Ehre, der ihm 1936 zahlreiche Details für die China-Abenteuer Tims lieferte.
- General Alcazar ist Diktator in der fiktiven südamerikanischen Bananenrepublik San Theodoros. Tim kennt ihn aus dem Band Der Arumbaya-Fetisch, wo er vorübergehend dessen Adjutant ist. General Alcazars Gegenspieler ist General Tapioca, der von Bordurien unterstützt wird. Beide südamerikanische Diktatoren putschen regelmäßig gegeneinander. In dem Band Die Sieben Kristallkugeln regiert gerade General Tapioca, sodass Alcazar gezwungen ist, als Messerwerfer Ramon Zarate durch europäische Varietés zu tingeln. Ebenso verhält es sich im Band Kohle an Bord, in dem anfangs erzählt wird, wie er von Waffenhändlern Kampfflugzeuge kauft und am Ende des Bandes seinen Rivalen stürzt. In Tim und die Picaros verhilft Tim General Alcazar zurück ins Amt, aus dem ihn General Tapioca zuvor wieder einmal vertrieben hatte. Das Wort „Alcazar“ kommt über Spanisch aus dem Arabischen und bedeutet so viel wie Festung; „Tapioca“ (beziehungsweise „Tapioka“) ist eine aus einer Wurzel hergestellte Speisezutat – weshalb der schwerhörige Bienlein ab und zu nachfragt: „Und wieso Grießbrei?“
- Dr. J. W. Müller ist ein weiterer wiederkehrender Gegenspieler von Tim – wohl ein Deutscher. Er tritt zum ersten Mal in Die schwarze Insel als Chefarzt einer psychiatrischen Klinik auf, hinter dessen ehrenwerter Fassade sich ein gerissener Geldfälscher und Schmuggler verbirgt. Später trifft Tim ihn in Im Reiche des schwarzen Goldes wieder, wo er unter dem Decknamen Professor Smith zunächst nur den Eindruck erweckt, mit unlauteren Mitteln die Interessen der Skoil Petroleum zu verfolgen, dann aber gar als Kriegstreiber im Auftrag einer fremden Macht (Deutschland?) enttarnt wird. Unter dem Pseudonym Muell Pascha hat er in Kohle an Bord zudem einen Cameo-Auftritt als militärischer Anführer der Revolution gegen Ben Kalisch Ezab.
- Emir Ben Kalisch Ezab, das Oberhaupt des fiktiven Landes Khemed, ist ein Freund Tims. Der emotionale Emir hat sich stets der Machtübernahmeversuche seines Todfeinds Scheich Bab El Ehr zu erwehren. Trost spendet ihm sein verzogener Sohn, der kleine Abdallah. Die Figur hat Auftritte in Im Reiche des Schwarzen Goldes, Kohle an Bord und Tim und die Alphakunst. Vorbild war der Gründer Saudi-Arabiens Abd al-Aziz ibn Saud (1875–1953). Der Name ist eine Lautspielerei mit dem Brüsseler Ausdruck kalische zap, „Lakritzsaft“, als Begriff für zu dünnen Kaffee.
- Abdallah ist der verwöhnte und verzogene Sohn von Emir Ben Kalisch Ezab, der mit seinen Streichen seine ganze Umgebung in den Wahnsinn treibt – mit Ausnahme seines Vaters, der ihn vergöttert. Er tritt in Im Reiche des Schwarzen Goldes, Kohle an Bord und Tim und die Alphakunst auf. Eine Abbildung von Faisal II. (1935–1958) diente Hergé als Inspiration zur Figur Abdallah.
- Metzgerei Schnitzel (frz.: Boucherie Sanzot von ‚sans os‘ = ‚ohne Knochen‘) ist der Name der Metzgerei in Mühlenhof. Wenn im Schloss das Telefon (Nummer 421) klingelt und Kapitän Haddock oder der Diener Nestor abnimmt, hat sich der Anrufer oft verwählt und möchte eigentlich die Metzgerei Schnitzel (Nummer 431) anrufen. Umgekehrt verwählt sich Kapitän Haddock häufig, wenn er zum Beispiel die Polizei (Nummer 413) oder die Fernsprechvermittlung (in Tim und die Picaros) anrufen möchte, und landet so bei der Metzgerei. In beiden Situationen brüllt Haddock derbe Beschimpfungen ins Telefon, während er Nestor dieses untersagt. Der in späteren Bänden unverzichtbare Running Gag mit der Metzgerei hat seinen Ursprung in Der Fall Bienlein.
- Pjotr Klap (frz.: Piotr Szut) ist ein aus Litauen (im französischsprachigen Original aus Estland) stammender einäugiger Pilot. Er tritt zum ersten Mal in Kohle an Bord auf, wo er zunächst als Söldner im Dienste Muell Paschas mit seinem Mosquito FB Mk.VI-Jagdbomber das Schiff von Tim und Haddock versenkt. Dabei wird er von Tim abgeschossen und von diesem und Haddock anschließend aus dem Roten Meer gerettet. Im weiteren Verlauf wechselt er die Seiten und rettet durch die Reparatur eines Funkgerätes die Lage. Er bleibt Tim und Haddock freundschaftlich verbunden und tritt in Flug 714 nach Sydney als angestellter Zivilpilot wieder auf.

### Weitere Gegenspieler und Bösewichte

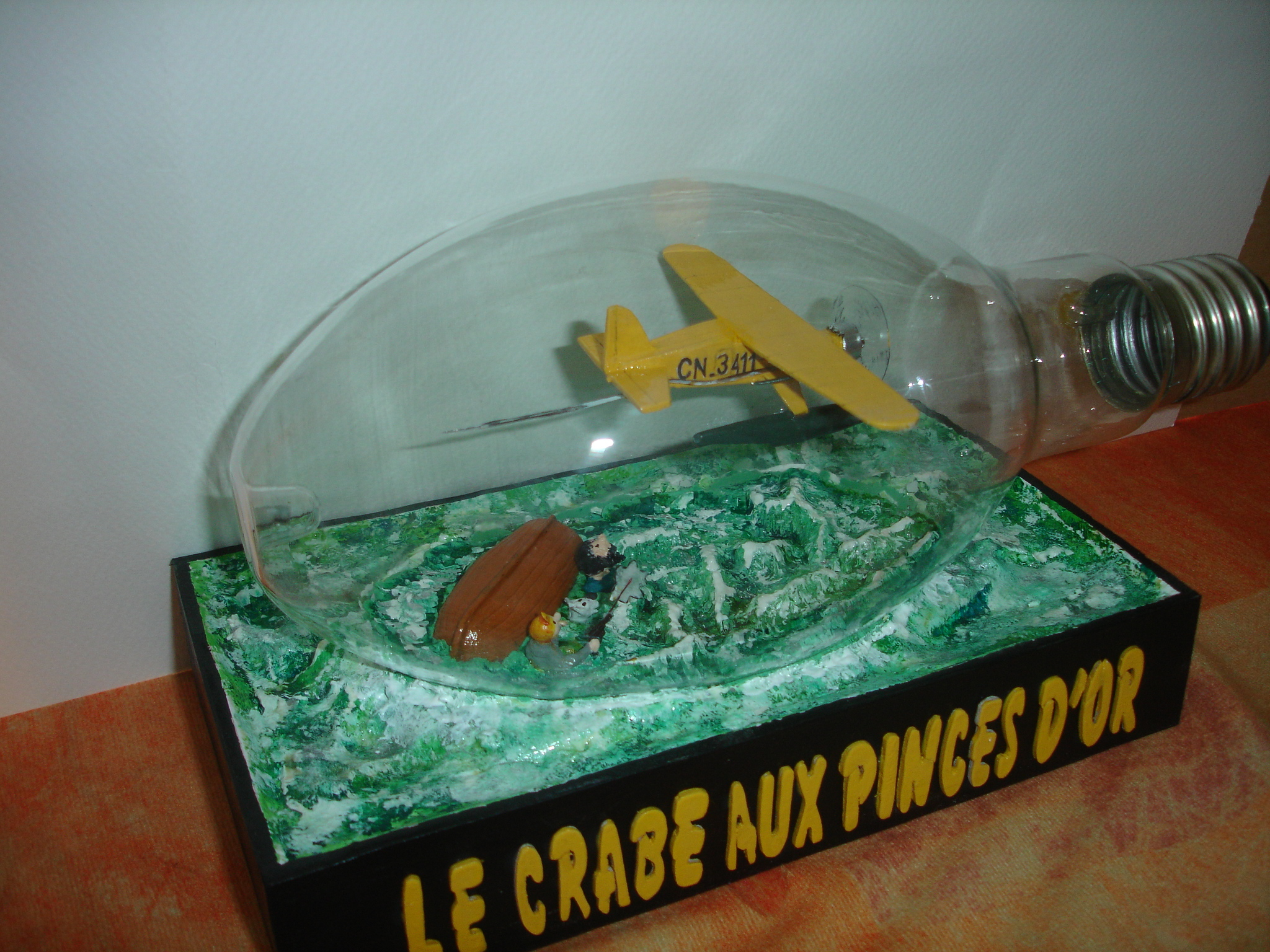
Szene aus Die Krabbe mit den goldenen Scheren: Tim schießt auf das Wasserflugzeug einer Verbrecherbande (Modell in einer zur Geduldsflasche umfunktionierten Glühlampe)

- Tom ist ein Handlanger von Al Capone, der im Album Tim im Kongo auftritt. Er soll im Auftrag seines Chefs Tim ausschalten, stürzt aber am Schluss des Albums in einen Fluss und wird von Krokodilen verspeist.
- Al Capone tritt in Tim im Kongo und Tim in Amerika als Gegenspieler auf. Man sieht ihn jedoch nur kurz am Anfang des Amerika-Bandes. In den Tim-und-Struppi-Comics ist er die einzige Figur, die auch real existierte.
- Bobby Smiles ist ein amerikanischer Gangster, mit dem es Tim im Album Tim in Amerika zu tun bekommt und den er von Chicago bis in den Wilden Westen verfolgen muss.
- Mitsuhirato, ein Japaner, macht Tim während seines China-Aufenthalts in Der Blaue Lotos im Auftrag des japanischen Geheimdienstes das Leben schwer. Er gilt als eine der radikalsten Figuren der Serie, da er am Ende des Bandes Harakiri begeht.
- Dawson ist der korrupte Polizeichef der internationalen Niederlassung in Shanghai, der Tim in Der Blaue Lotos den Japanern ausliefert. Später, in Kohle an Bord, ist er in Tims Metropole ansässig, wo er in Kooperation mit Rastapopoulos unter dem Pseudonym Dubreuil ausgediente Militärflugzeuge und sonstige Waffen aus dem Zweiten Weltkrieg gewinnbringend an Kriegsherren wie Scheich Bab El Ehr oder General Alcazar liefert.
- Ramon und Alonzo sind zwei Mexikaner, die, ebenso wie Tim, allerdings mit kriminellen Absichten und Methoden, auf der Jagd nach dem Arumbaya-Fetisch sind, in dem sich Diamanten befinden. Die beiden ertrinken am Ende des Bandes im Meer.
- Ivan und Puschov sind Dr. Müllers Schmuggelpartner in Die schwarze Insel.
- Oberst Boris, ein Militär des fiktiven Landes Syldavien, ist Tims Gegenspieler in König Ottokars Zepter. Dort versucht er, seinen König zu stürzen und Syldavien dem Nachbarland Bordurien anzugliedern. Nach seiner Niederlage trifft Tim ihn im Band Schritte auf dem Mond wieder, wo Boris als blinder Passagier mit auf den Mond reist, um die Rakete auf dem Rückweg nach Bordurien zu lenken. Während eines Kampfes in der Mondrakete löst sich im Gerangel ein Schuss aus seiner eigenen Pistole und tötet ihn. In Schritte auf dem Mond nennt er sich Jorgen.
- Omar Ben Salaad, ein marokkanischer Kaufmann, ist in Die Krabbe mit den goldenen Scheren der Boss einer weltweiten Opiumschmuggler-Gesellschaft. Er wird am Ende des Bandes verhaftet.
- Mr. Bohlwinkel, ein reicher Bankier aus São Rico, versucht in Der geheimnisvolle Stern die Expedition Tims und Haddocks zu sabotieren und wird dafür am Ende vor Gericht gestellt. In der ersten Fassung hieß er noch Blumenstein und kam aus den USA.
- Die Gebrüder Vogel-Faull sind die ursprünglichen Herren von Nestor, zwei reiche Brüder, die auf Schloss Mühlenhof wohnen und dort Antiquitäten sammeln. Auf der Suche nach dem Geheimnis der Einhorn kämpfen sie mit kriminellen Methoden gegen Tim und Kapitän Haddock. Als die Polizei sie letztendlich festnimmt, tauchen sie nicht mehr direkt auf: im nächsten Band, Der Schatz Rackhams des Roten, wird bloß der Ausbruch von Maximus Vogel-Faull erwähnt. Aus Sicherheitsgründen werden dann Schulze und Schultze mit auf das Expeditionsschiff geschickt, mit dem Tim reist. Doch die Vermutung, Maximus Vogel-Faull wolle sich rächen, wurde nicht bestätigt.
- Oberst Sponsz ist ein bordurischer Geheimdienstoffizier, dem Tim und Haddock in Der Fall Bienlein die Entlassungspapiere für den entführten Bienlein entwenden. Im letzten Band Tim und die Picaros, in dem der bordurische Geheimdienst die Aufrüstung von General Tapioca in San Theodoros unterstützt, versucht Sponsz – hier nennt er sich Esponja (Spanisch für Schwamm) – sich an Tim und dessen Freunden zu rächen.
- Der Yeti scheint in Tim in Tibet zunächst die Rolle des Gegenspielers einzunehmen. Im Verlaufe der Geschichte stellt sich jedoch heraus, dass sich hinter dem monströsen Äußeren des geheimnisvollen Schneemenschen ein liebevolles Wesen verbirgt.

## Schauplätze

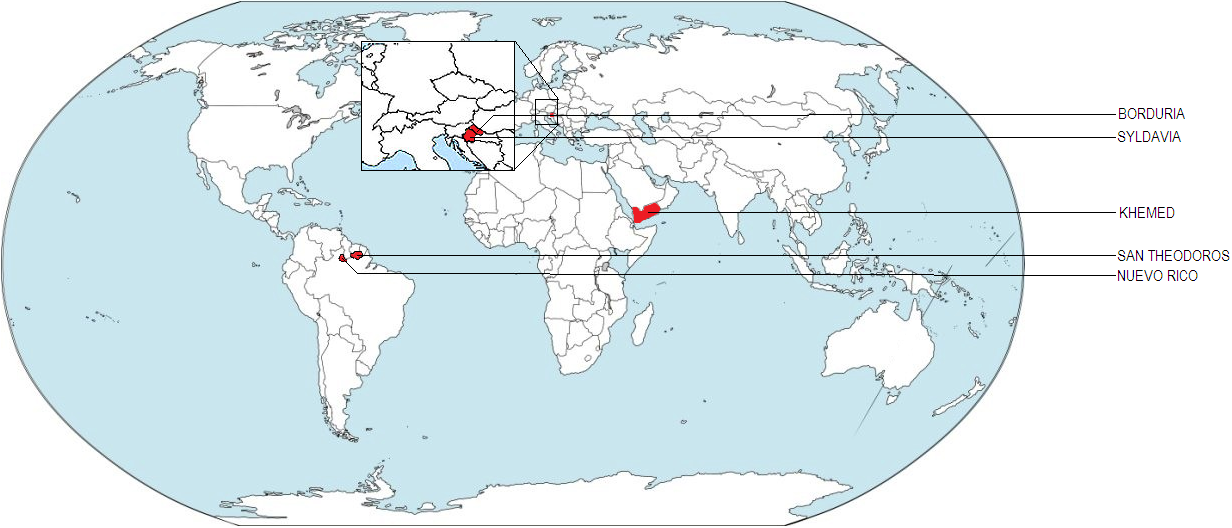
Weltkarte mit den fiktiven Schauplätzen der Abenteuer von Tim und Struppi

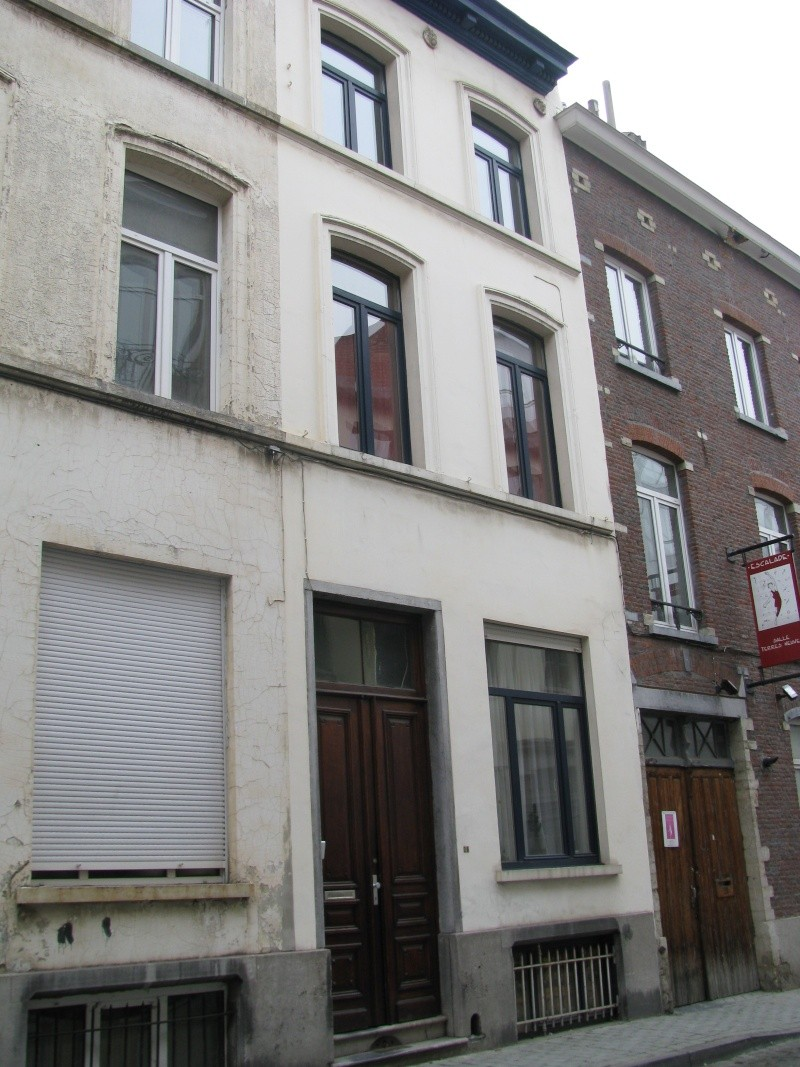
Laut Hergé wohnt Tim in der Brüsseler Rue Terre-Neuve 26 (im Comic ‚Labradorstraße 26‘), tatsächlich wohnte hier Hergés Tante

### China
Der Band Der Blaue Lotos führt Tim ins reale China, vorrangig in die Umgebung von Shanghai und in ein Überschwemmungsgebiet am Jangtsekiang. Hergé stellte das zeitgenössische China mit recht detaillierten Landschaften und Bauten dar, mit den späten Folgen des Opiumhandels, verarbeitete Ereignisse der Mandschurei-Krise, nahm visionär Ereignisse am Anfang des Zweiten Japanisch-Chinesischen Krieges vorweg und setzte sich mit der Rolle der westlichen Machthaber in Shanghai auseinander. Den zur Zeit der angesiedelten Handlung tobenden Chinesischen Bürgerkrieg zwischen Kommunisten und Kuomintang blendete er jedoch völlig aus und wies den Chinesen abgesehen von einigen Kriminellen und Mitläufern lediglich eine passive Opferrolle fremder Mächte zu. Die Darstellung Chinas gelang Hergé vor allem durch die Hilfe von Tschang Tschong-jen.

### Königreich Syldavien

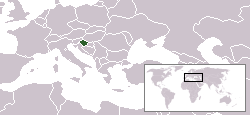
Lage des fiktiven Landes Syldavien auf der Balkanhalbinsel

Das Königreich Syldavien ist ein fiktiver osteuropäischer Staat, in dem König Muskar XII. regiert: Es liegt auf dem Balkan und hat 642.000 Einwohner (Stand: 1938), seine Hauptstadt ist Klow. Diese hat ungefähr 122.000 Einwohner und liegt am Zusammenfluss von Moltus und Wladir. Syldavien wird auch „Land des schwarzen Pelikans“ genannt. Seine Landesfahne zeigt einen solchen auf gelbem Grund, eine deutliche Parallele zu dem oströmischen, sprich byzantinischen Doppelkopf-Adler in seinen ursprünglichen Farben Gold(-gelb) und Schwarz, wie ihn bis heute auch die Flagge der griechisch-orthodoxen Kirche trägt. Eines der Nachbarländer ist das faschistisch/stalinistisch regierte Bordurien (frz.: Bordüre = ‚Kante‘, ‚Rahmen‘, ‚Einfassung‘, ‚Rand‘). In Syldavien wurden große Uranvorkommen gefunden, daraufhin wurde das Kernforschungszentrum Sbrodj mit internationalem Personal eingerichtet.
Die Abenteuer König Ottokars Zepter, Reiseziel Mond, Schritte auf dem Mond und Tim und der Haifischsee spielen zu großen Teilen in Syldavien.

### Bordurien

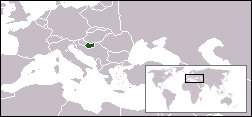
Lage des fiktiven Landes Bordurien auf dem Balkan

Ehemalige Flagge Borduriens während der Zeit des Nationalsozialismus …

… und während des Kalten Krieges

Ein Nachbarland Syldaviens ist die fiktive osteuropäische Diktatur Bordurien unter dem Staatschef General Plekszy-Gladz (frz.: Général Plekszy-Gladz). Bordurien ist eine Art Karikatur des „Dritten Reiches“ und später einer stalinistischen Diktatur, in der ständig finstere Ränke geschmiedet werden. In König Ottokars Zepter vereitelt Tim eine Verschwörung zum Sturz des Königs des (ebenfalls fiktiven) Nachbarlandes Syldavien und dessen Besetzung, und in Der Fall Bienlein rettet Tim Professor Bienlein aus bordurischer Gefangenschaft. „Plekszy-Gladz“ ist eine Verballhornung von Plexiglas, „Bordurien“ leitet sich vom französischen Bordure für ‚Rand‘ ab. Plekszy-Gladz tritt niemals persönlich auf, sondern nur seine Schergen, darunter Oberst Sponsz, einer von Tims Dauer-Gegenspielern.
Markantestes Merkmal Plekszy-Gladz’ ist sein schwarzer Schnurrbart, der Staatssymbol ist, auf allen öffentlichen Gebäuden und Denkmälern prangt und sich sogar in der Stoßstangenform bordurischer Autos wiederfindet. Das Schnurrbartsymbol findet sich auch in der Sprache: Der Zirkumflex-Akzent z. B. in Szohôd (der Hauptstadt Borduriens) nimmt öfter die gleiche Form an. Von seinen Untergebenen wird das Schnurrbartsymbol auf einer roten Armbinde getragen. Der schwarze Schnurrbart befindet sich im Innern eines weißen Kreises, eine offensichtliche Anspielung auf die schwarz-weiß-rote Hakenkreuzflagge der Nationalsozialisten, während die Anhänger Plekszy-Gladz’ allerdings als „Mustaschisten“ (von frz. moustache = ‚Schnurrbart‘) bezeichnet werden, wohl als Anspielung auf die kroatischen Ustaschisten. Dabei sind bei bordurischen Uniformen – die in ihrer Form eine Mischung aus Elementen des Dritten Reiches (Schnitt, Stehumfallkragen, Trageweise der Armbinde) und sowjetischen Uniformen (Schulterklappen) darstellen – die Schnurrbart-Symbole klarer Ersatz für nationalsozialistische Symbole; auf einer schwarzen Uniformvariante in Der Fall Bienlein findet sich etwa ein doppelter Schnurrbart auf den Kragenspiegeln in Anlehnung an die doppelte Sigrune der SS. Zusätzlich werden bordurische Militärs wie etwa Oberst Sponsz häufig mit Monokel dargestellt, das in der Populärkultur ein Charakteristikum von NS-Offizieren darstellt. Der militärische Gruß „Amaih Plekszy-Gladz!“ kann in diesem Zusammenhang als Zitat der Formel „Heil Hitler“ gedeutet werden. Demgegenüber erinnert die ausschwenkende Form des Schnurrbartes an die Barttracht Stalins.

### Schloss Mühlenhof

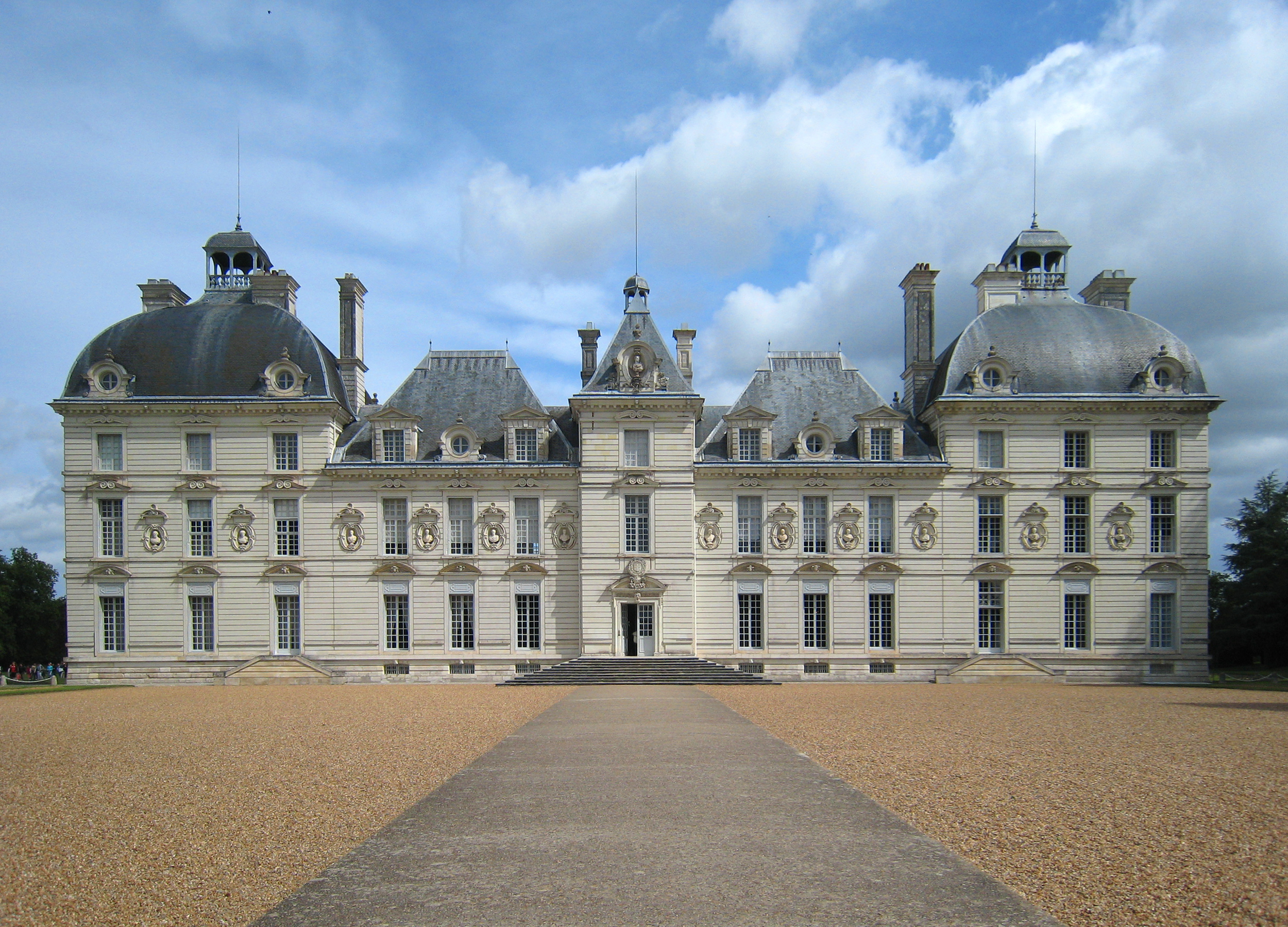
Das Schloss Cheverny war die Vorlage für Schloss Mühlenhof

Das bei der gleichnamigen Kleinstadt mit Bahnanschluss gelegene barocke Schloss Mühlenhof (frz.: Moulinsart) gehörte ursprünglich Haddocks Vorfahren Frantz, Ritter von Hadoque. Zwischenzeitlich war es in den Besitz der kriminellen Brüder Vogel-Faull gelangt und stand nach deren Scheitern am Ende des Bandes Der Schatz Rackhams des Roten zum Verkauf. Da die familiäre Beziehung Haddocks zu der Immobilie inzwischen bekannt war, kaufte Haddock das Schloss mit Geld, das Bienlein durch die Einnahmen aus dem Lizenzverkauf für sein Mini-U-Boot an die Regierung aufbringen konnte. In einem Geheimversteck im Schloss fanden Tim und Haddock schließlich den Schatz Rackhams, der dort offenbar von Haddocks Ahnherr eingelagert worden war und die Zwischenzeit unberührt überstanden hatte. Der materiell nun gesicherte Haddock machte das Schloss in der Folge zu seinem Wohnsitz, auf dem sich allerdings auch Tim ab sofort regelmäßig für längere Zeit aufhielt. Das Gleiche gilt für Bienlein, der von Zeit zu Zeit sogar ein Labor in einem Gartenhaus im Park des Schlosses betreibt. Das Schloss, der Park und die umgebenden Ländereien wurden üblicherweise Ausgangs- und Endpunkt der Handlungen der folgenden Geschichten und in Die Juwelen der Sängerin sogar Hauptschauplatz. Bemerkenswerteste Räumlichkeit des Schlosses ist der „Marinesaal“, in dem Haddock verschiedene Devotionalien um seinen Vorfahren und die Einhorn ausstellt. Das Schloss ist bis auf die beiden äußeren Flügel von Hergé dem echten Château de Cheverny nachempfunden worden.

### Khemed

Flagge von Khemed

Khemed ist ein territorial nicht exakt definiertes, fiktives Emirat auf der arabischen Halbinsel. Die Hauptstadt ist Watisdah und verfügt über einen Feldflugplatz. Das Hauptexportgut der khemedischen Wirtschaft ist Rohöl. Khemed hat eine Küste am Roten Meer. Es gibt den Dschebel, eine in den Felsen einer Schlucht gehauene Stadt, die Hergé nach dem Vorbild des realen Petra in Jordanien gestaltete.

### San Theodoros

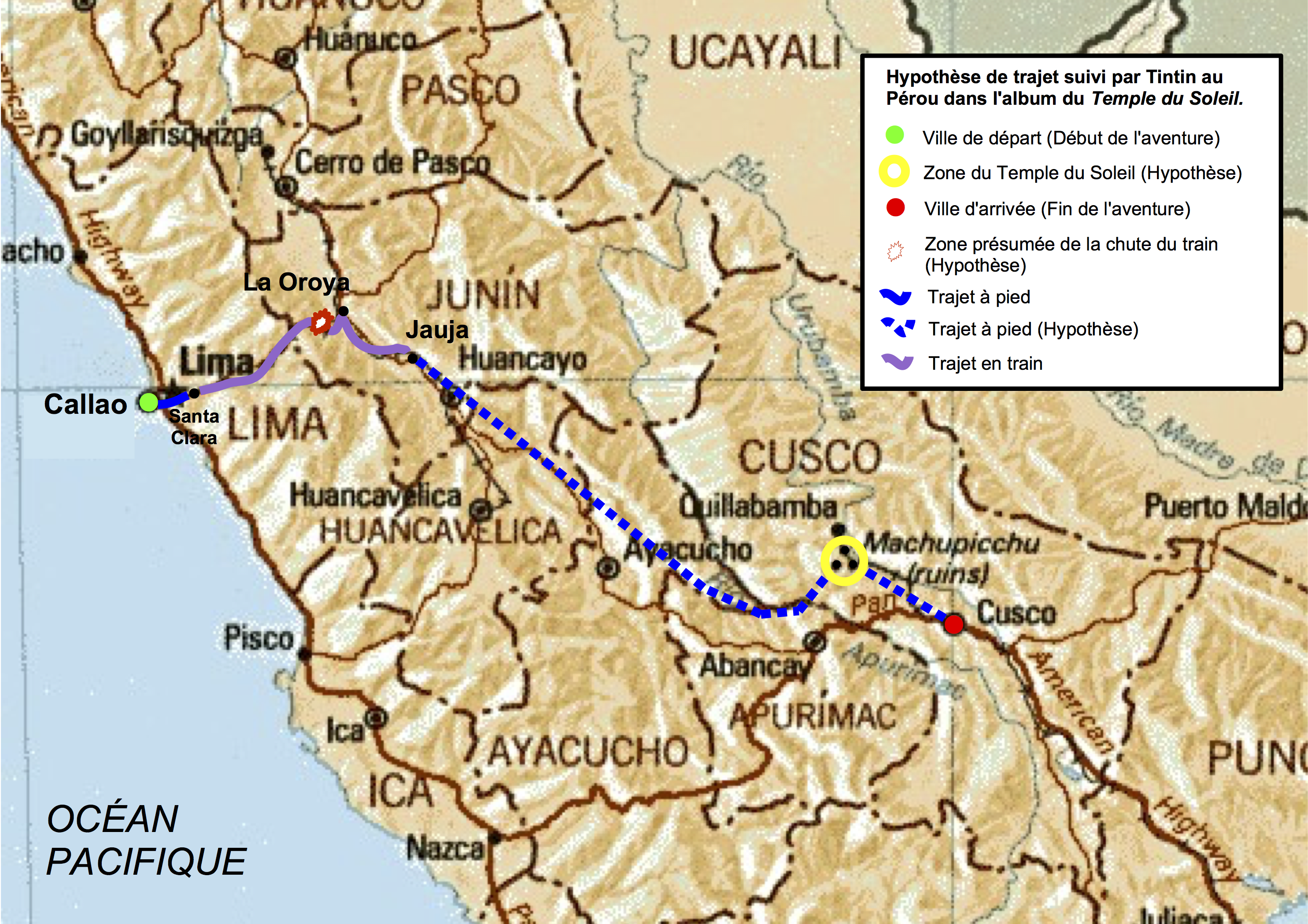
Expeditionsroute zum Sonnentempel im tatsächlichen Peru (französisch):
gelb: Lage des fiktiven Tempels in der Machu-Picchu-Gegend;
rot: Ankunftsort Cusco;
grün: Abreise-Ort Callao;
blau: Strecke per pedes
(gestrichelt: theoretisch),
violett: via Zug

Nationalflagge von San Theodoros

San Theodoros ist ein geografisch nicht genau festzulegender lateinamerikanischer Staat. Während die Fauna, Flora, die offensichtliche Nähe zum Amazonasbecken sowie die Anspielungen auf den Chacokrieg (siehe Der Arumbaya-Fetisch) eher eine südamerikanische Lokalisierung vermuten lassen, deuten die antiken Pyramiden des fiktiven Volkes der Pazteken (die Maya-Stätten, wie Chichén Itzá, nachempfunden sind) auf Mittelamerika. Seine Hauptstadt, Los Dopicos, wurde während General Tapiocas letztem Umsturz in Tapiocapolis umbenannt, während General Alcazar am Ende von Tim und die Picaros verkündet, die Stadt in Alcazaropolis umbenennen zu wollen. Der Gründungsvater der Nation, General Olivaro, ist höchstwahrscheinlich als Anspielung auf Simón Bolívar zu verstehen – ein Denkmal seiner Person taucht bereits in Der Arumbaya-Fetisch auf, dessen Handlung zu einem wesentlichen Teil auf einem Krieg zwischen Paraguay und Bolivien beruht und dem Leser wohl die (in diesem speziellen Buch intendierte) Identifikation von San Theodoros mit Bolivien erleichtern soll.
Bei der Darstellung des Militärs von San Theodoros bediente sich Hergé einer Vielzahl von Einflüssen: In Der Arumbaya-Fetisch tragen eigentlich nur höhere Offiziere und Gardeeinheiten (halbwegs) korrekte Uniform, während niedere Dienstgrade ein buntes Sammelsurium aus Uniform, Zivilkleidung und diversen Ausrüstungsgegenständen mit sich herumführen. In Tim und die Picaros tragen Regierungstruppen durchwegs einheitliche Uniform mit dem Y-Koppeltragegestell der Wehrmacht und dem charakteristischen M35-Stahlhelm. Dies könnte als Anspielung auf den Militärputsch Augusto Pinochets verstanden werden, der 1973, drei Jahre vor Erscheinen von Tim und die Picaros, stattfand. Das chilenische Militär führt diese Uniformelemente in ihren Paradeuniformen bis heute, als Erinnerung an die deutsche Hilfe beim Aufbau ihrer Streitkräfte. Erhärtet wird diese Vermutung dadurch, dass Tapioca beim letzten Umsturz – wie Tim gleich am Anfang von Tim und die Picaros erläutert – auf bordurische Unterstützung zurückgreifen konnte. Bordurien wird andeutungsweise mit dem NS-Staat gleichgesetzt, also wäre eine Traditionsbildung des Militärs von San Theodoros (wenngleich chronologisch gut 60 Jahre später als im Falle Chiles) mit Bezügen auf die Entsprechung des Deutschen Reiches gegeben. General Alcazar ist da in der Darstellung bedeutend uneinheitlicher: Während er in Der Arumbaya-Fetisch eine generische überdekorierte Uniform im Stil des späten 19. Jahrhunderts trägt, erinnern die ganz zum Schluss von Tim und die Picaros gezeigten neuen Einheitsuniformen viel stärker an Kuba, besonders den Habitus Fidel Castros.

## Erschienene Titel

### Übersicht der Comic-Alben
Alle 25 Tim-und-Struppi-Alben mit deutschem Titel, Jahr der Erstveröffentlichung und Originaltitel:
00. Tim im Lande der Sowjets, 1929 (Tintin au pays des Soviets)
01. Tim im Kongo, 1930 (Tintin au Congo)
02. Tim in Amerika, 1931 (Tintin en Amérique)
03. Die Zigarren des Pharaos, 1932 (Les cigares du pharaon)
04. Der Blaue Lotos, 1934 (Le lotus bleu)
05. Der Arumbaya-Fetisch, 1935 (L’oreille cassée)
06. Die schwarze Insel, 1937 (L’île noire)
07. König Ottokars Zepter, 1938 (Le sceptre d’Ottokar)
08. Die Krabbe mit den goldenen Scheren, 1940 (Le crabe aux pinces d’or)
09. Der geheimnisvolle Stern, 1942 (L’étoile mystérieuse)
10. Das Geheimnis der „Einhorn“, 1943 (Le Secret de la Licorne)
11. Der Schatz Rackhams des Roten, 1944 (Le trésor de Rackham Le Rouge)
12. Die sieben Kristallkugeln, 1947 (Les 7 boules de cristal)
13. Der Sonnentempel, 1949 (Le temple du soleil)
14. Im Reiche des Schwarzen Goldes, 1950 (Au pays de l’or noir)
15. Reiseziel Mond, 1952 (Objectif Lune)
16. Schritte auf dem Mond, 1954 (On a marché sur la Lune)
17. Der Fall Bienlein, 1956 (L’affaire Tournesol)
18. Kohle an Bord, 1958 (Coke en stock)
19. Tim in Tibet, 1960 (Tintin au Tibet)
20. Die Juwelen der Sängerin, 1963 (Les bijoux de la Castafiore)
21. Flug 714 nach Sydney, 1968 (Vol 714 pour Sydney)
22. Tim und die Picaros, 1976 (Tintin et les Picaros)
23. Tim und der Haifischsee, 1973 (Tintin et le lac aux requins) – nach dem Zeichentrickfilm
24. Tim und die Alpha-Kunst, 1983 (Tintin et l’Alph-Art) – unvollendet
Hergé verfügte in seinem Testament, dass niemand nach ihm Tim und Struppi weiterführen sollte. So wurde auch sein unvollendetes Abenteuer Tim und die Alphakunst nur als eine Serie von Skizzen und Notizen veröffentlicht. 1987 schloss Fanny Vlaminck, Hergés zweite Ehefrau, die Hergé-Studios und gründete die Hergé-Stiftung. 1988 stellte das Magazin Tintin sein Erscheinen ein.
Die Hergé-Stiftung, die den Nachlass und die Rechte an den Comics verwaltet, verhinderte 2001, dass der Band Tim in Tibet in China unter dem Titel Tim und Struppi im chinesischen Tibet erschien. Die International Campaign for Tibet (ITC) verlieh der Hergé-Stiftung im Mai 2006 den „Light of Truth Award“ durch den Dalai Lama (weiterer Preisträger: Desmond Tutu).
Die schwarzweißen Originalfassungen der Bände 0 bis 8 wurden 1992–1996 vom Carlsen-Verlag als Faksimile unter dem Titel Die Abenteuer von Tim und Struppi neu aufgelegt. Diese Bände sind mittlerweile gefragte Sammlerstücke.
Ab 22. Oktober 1997 erschienen von Carlsen-Comics Taschenbücher (10,7 cm × 28,2 cm, 64 Seiten), beginnend mit Tim und Struppi, Band 1: Tim im Kongo.
2017 veröffentlichte der Carlsen-Verlag zu seinem 50-jährigen Jubiläum eine Box mit der Gesamtausgabe der Tim-und-Struppi-Bände, die allerdings den auf dem Trickfilm basierenden und nicht von Hergé gezeichneten Band Tim und der Haifischsee nicht enthält.

### Übersetzungen auf Luxemburgisch
Zwischen 1987 und 1994 erschienen sieben Episoden auf Lëtzebuergesch. Übersetzer war Lex Roth. In der Reihenfolge des Erscheinens der Originale:
Dem Pharao seng Zigaren (1992)
De Bloe Lotus (1994)
D’Ouer mam Krack (1989) (L’oreille cassée – Der Arumbaya-Fetisch)
D’Schwaarz Insel (1988)
Den Onheemleche Stär (1988) (Der geheimnisvolle Stern)
D’Affaire Ditchen (1987) (Der Fall Bienlein)
Der Castafiore hir Bijouen (1991) (Die Juwelen der Sängerin)
Während Tim und Struppi hier original Tintin und Milou bleiben und der Kapitän Kapitän Haddock, wird aus Bienlein/Tournesol Ditchen und aus den Schultzes Biwer a Biver.

### Übersetzungen auf Berndeutsch
Einige Alben wurden auf Berndeutsch übersetzt. Die Serie heißt Täntän’s Abetüür und die Figuren heißen:
Täntän (Tim)
Milou (Struppi)
Käpten Haddock (Kapitän Haddock)
Theo Tolpell (Professor Bienlein)
Hueber u Grueber (Schultze & Schulze)
Die Alben sind (Liste eventuell nicht abgeschlossen):
Em Pharao siner Cigare (Die Zigarren des Pharaos)
Dr Blau Lotos (Der Blaue Lotos)
Täntän u d Guldchrabbe (Die Krabbe mit den goldenen Scheren)
Täntän z Tibet (Tim in Tibet)
Flug 714 uf Sydney (Flug 714 nach Sydney)

### Übersetzungen auf Elsässisch
Bisher sind drei Alben ins Elsässische übertragen worden: Der Fall Bienlein als D’Affair mit’m Tournesol, Die Juwelen der Sängerin als De Castafiore ihre Schmuck und König Ottokars Zepter als Im Ottokar sinner Zepter. Während die wichtigsten Hauptfiguren hier ihre französischsprachigen Originalnamen beibehalten (Titel: De Tintin un de Milou), geben andere Figuren Gelegenheit zu den üblichen Wortspielen: Fridolin Kiesewetter beispielsweise heißt Jules Vumgas („vom Gas“), zwei Reporter Franz Eesch (franzeesch = französisch) und Germain Nischt (elsässische Aussprache von germaniste = ‚Germanist‘).

### Übersetzung auf Neuhessisch
Im September 2013 erschien das Album Tim un die Picaros (ursprünglich vorgesehener Titel: Tim un die hessischen Messerstescher), eine Übertragung des Original-Albums Tim und die Picaros von Jürgen Leber auf Neuhessisch. In dieser Geschichte trinkt u. a. Kapitän Haddock Ebbelwoi aus einem Gerippten.

## Veröffentlichungen in anderen Medien

### Hörspiele
Insgesamt wurden zwei verschiedene Hörspielfassungen veröffentlicht. Zwischen 1972 und 1975 vertonte Kurt Vethake fünf Geschichten für die Hörzu. Diese hatten keine festen Folgennummerierungen.
Aufgrund der großen Beliebtheit der Comics und der Zeichentrickserie entschied sich das Hörspiellabel Maritim 1984 dazu, die Serie erneut als Hörspielreihe zu veröffentlichen. Diese unterschied sich aber von den Hörspielen aus den 1970er Jahren. In einer veränderten Reihenfolge erschienen zunächst zwölf Folgen, die von Hans-Joachim Herwald und Michael Weckler in den „Rabbit Studios“ produziert wurden.
Nach der Übernahme des Labels durch die Ariola wurden die ersten zwölf Folgen unter dem Labelnamen „Ariola Express“ wiederveröffentlicht, wobei das Coverlayout verändert wurde, der Inhalt jedoch identisch blieb. Die übrigen acht Folgen (Folgen 13–20) wurden 1986/1987 unter der Regie von Hans-Joachim Herwald und Wolfgang Buresch produziert.
Hörspielindex
| Folge | Titel                               | Produktionsjahr | Verlag / Label           |
| ----- | ----------------------------------- | --------------- | ------------------------ |
| 0     | Der Fall Bienlein                   | 1972            | Hörzu                    |
| 0     | Der Sonnentempel                    | 1972            | Hörzu                    |
| 0     | Der Blaue Lotos                     | 1975            | Hörzu                    |
| 0     | Flug 714 nach Sydney                | 1975            | Hörzu                    |
| 0     | Das Geheimnis der Einhorn           | 1975            | Hörzu                    |
| 01    | Die Krabbe mit den goldenen Scheren | 1984            | Maritim / Ariola Express |
| 02    | Das Geheimnis der Einhorn           | 1984            | Maritim / Ariola Express |
| 03    | Der Schatz Rackhams des Roten       | 1984            | Maritim / Ariola Express |
| 04    | Reiseziel Mond                      | 1984            | Maritim / Ariola Express |
| 05    | Der Fall Bienlein                   | 1984            | Maritim / Ariola Express |
| 06    | Die Juwelen der Sängerin            | 1984            | Maritim / Ariola Express |
| 07    | Die sieben Kristallkugeln           | 1984            | Maritim / Ariola Express |
| 08    | Flug 714 nach Sydney                | 1984            | Maritim / Ariola Express |
| 09    | Kohle an Bord                       | 1984            | Maritim / Ariola Express |
| 10    | Tim und die Picaros                 | 1984            | Maritim / Ariola Express |
| 11    | Tim in Tibet                        | 1984            | Maritim / Ariola Express |
| 12    | Der geheimnisvolle Stern            | 1984            | Maritim / Ariola Express |
| 13    | Die Zigarren des Pharao             | 1986            | Ariola Express           |
| 14    | Der Blaue Lotos                     | 1986            | Ariola Express           |
| 15    | König Ottokars Zepter               | 1986            | Ariola Express           |
| 16    | Im Reiche des schwarzen Goldes      | 1986            | Ariola Express           |
| 17    | Tim im Kongo                        | 1987            | Ariola Express           |
| 18    | Tim in Amerika                      | 1987            | Ariola Express           |
| 19    | Der Arumbaya-Fetisch                | 1987            | Ariola Express           |
| 20    | Die schwarze Insel                  | 1987            | Ariola Express           |

Die Hörspielfolgen erschienen überwiegend auf Hörspielkassetten (MCs) und teilweise auf Langspielplatten (LPs).
Die Sprecher der Hauptrollen sind Lutz Schnell als Tim (auch bei der Fernsehserie), Gottfried Kramer als Kapitän Haddock, Joachim Wolff als Professor Bienlein und Günter Lüdke sowie Klaus Wagener als Schulze und Schultze. Eine besondere Rolle nimmt Wolfgang Buresch als Struppi ein, der den Part des Erzählers spricht.

### Frühe Filmversionen
In den 1930er Jahren wurde eine Bilderserie auf Filmstreifen zur Vorführung in speziellen Projektoren veröffentlicht. Die einzelnen Bilder enthielten Sprechblasen mit Text.
1947 entstand in Belgien ein Puppen-Animationsfilm mit dem Titel Le Crabe aux pinces d’or von Claude Misonne und Wilfried Bouchery. Der Film hat eine Länge von 58 Minuten und ist seit dem 14. Mai 2008 in Frankreich und Belgien als DVD erhältlich.

### Erste Zeichentrickserie
Im Jahr 1957 produzierte UFA/Belvision unter Raymond Leblanc und Ray Goossens eine Zeichentrickserie namens Les Aventures de Tintin, d'après Hergé, die zunächst in schwarzweiss, später in Farbe produziert wurde. Diese wurde zunächst in 103 Episoden von etwa 5 Minuten Länge veröffentlicht. Später wurden die einzelnen Episoden zu einer Folge zusammengeschnitten und als VHS-Videos veröffentlicht. Die Folgen wurden gegenüber der Vorlage inhaltlich teilweise deutlich abgeändert, so wurden Handlungsstränge verändert und einzelne Figuren weggelassen, umbenannt, ersetzt oder hinzugefügt.
Insgesamt sieben Comics wurden verfilmt:
1. Reiseziel Mond – Spionage (der Film konzentriert sich allerdings eher auf Schritte auf dem Mond)
2. Die Krabbe mit den goldenen Scheren
3. Der geheimnisvolle Stern
4. Das Geheimnis der Einhorn
5. Der Schatz Rackhams des Roten
6. Der Fall Bienlein
7. Die schwarze Insel

### Zweite Zeichentrickserie
Zwischen 1991 und 1993 wurde in französisch-kanadischer Koproduktion eine Zeichentrickserie unter der Regie von Stéphane Bernasconi und mit der Musik von Ray Parker Jr. und Tom Szeczseniak produziert. CITEL Video veröffentlichte ab 1992 alle Folgen auch auf Video (VHS), in Deutschland erfolgte der Vertrieb durch ATLAS Film.
Von 1991 bis 1993 erschienen 39 Folgen, wobei die meisten Folgen einem halben Album entsprechen und eine – gegenüber den Alben – gekürzte Erzählung beinhalten.
Die Folgen Im Lande der Sowjets von 1929 und Tim in Kongo von 1930 wurden nicht für die Fernsehserie umgesetzt. Der letzte Band Tim und die Alphakunst von 1983 blieb als Comic unvollendet und kam deswegen nicht für die Verfilmung infrage.
Einige der Folgen, die als VHS-Kassetten erschienen waren, wurden ab 1995 auch digitalisiert als Video-CD veröffentlicht, allerdings in der Qualität der VHS-Kassetten. Produziert wurden die Video-CDs von Ellipse Programme, Nelvana Limited in Zusammenarbeit mit den Fernsehsendern France 3, M6 und The Family Channel. Der Vertrieb mit der Altersbeschränkung FSK ab 6 Jahren erfolgte in Deutschland durch Philips Media (nur Tim in Tibet) oder Schneider & Partner (Dortmund).
Folgen auf Video-CD in deutscher Sprache:
Tim in Tibet
Der Fall Bienlein
Der Blaue Lotos
Die schwarze Insel
In Kanada wurden zudem drei Sets mit jeweils sieben Folgen in englischer Sprache auf Video-CD von Gipsy Video veröffentlicht. In Asien wurden 21 Video-CDs ab 1997 unter dem Label Tora Entertainment veröffentlicht.

### Kinofilme
Die zwei längeren Zeichentrickfilme fürs Kino und Fernseh-Abendprogramm sind:
Tim und Struppi im Sonnentempel (Le temple du soleil) von 1969 und
Tim und Struppi und der Haifischsee (Le Lac aux Requins) von 1972
Beide sind in Deutschland seit November 2006 auf DVD erhältlich.
Die zwei Spielfilme fürs Kino sind:
Tim und Struppi und das Geheimnis um das goldene Vlies (Tintin et le mystère de la toison d’or) von 1961
Tim und Struppi und die blauen Orangen (Tintin et les oranges bleues) von 1964
Die deutschsprachigen Fassungen der beiden Filme wurden im November 2009 erstmals auf DVD veröffentlicht.
Seit 2009 arbeiteten Steven Spielberg und Peter Jackson an einer dreiteiligen computeranimierten Tim-und-Struppi-Verfilmung in 3D. Die Idee entstand schon 1983, als Spielberg Hergé um die Rechte für eine Verfilmung bat.
Der erste Teil mit dem Namen Die Abenteuer von Tim und Struppi – Das Geheimnis der Einhorn kam am 27. Oktober 2011 ins Kino. In den Hauptrollen sind Jamie Bell als Tim und Andy Serkis als Kapitän Haddock zu sehen. Das Drehbuch stammt von Steven Moffat, Edgar Wright und Joe Cornish. Der Film wurde von Paramount Pictures, Columbia Pictures und Nickelodeon Movies produziert und ist im Motion Capture-Verfahren gedreht. Dieser erste Teil baut lose auf Das Geheimnis der „Einhorn“ auf. Auch aus vielen anderen Alben wurden Elemente und Figuren verwendet. Die beiden ursprünglich geplanten Fortsetzungen sind bis jetzt nicht produziert worden.

### Musical
Das belgisch-niederländische Musical Kuifje – De Zonnetemple wurde 2001 in Antwerpen uraufgeführt. Es basiert auf den beiden Tim-und-Struppi-Geschichten Die sieben Kristallkugeln und Der Sonnentempel und wurde von dem Belgier Dirk Brossé komponiert.
Die französischsprachige Version mit dem Titel TinTin et le temple du soleil wurde in Charleroi uraufgeführt. 2007 gab es weitere Aufführungen. Das Musical war für den Musical Award 2007 nominiert. Es gibt eine CD-Aufnahme in Französisch und Niederländisch.

### Oper
Am 17. September 2015 wurde die erste Tim-und-Struppi-Oper in Brüssel uraufgeführt. Sie lief bis zum 27. September 2015. Als Kulisse für Schloss Mühlenhof diente Schloss Solvay (auch: Château de la Hulpe) im Süden von Brüssel. Hauptdarsteller war der erst 13-jährige Amani Picci.

### 8-mm-, Super-8-mm- und VHS-Filme
Das Filmunternehmen UFA ATB veröffentlichte 1975 von Tim und Struppi vor der Verbreitung von Videos auch Super-8-Schmalfilme mit Ton (wählbar in Schwarzweiß oder Farbe). Es handelte sich hierbei um Zusammenschnitte des Kinofilms Tim und Struppi im Sonnentempel (Le temple du soleil) von 1969.
Veröffentlicht wurden drei 80 m lange Filme:
1. Teil Im Sonnentempel (341–1)
2. Teil Im Lande der Inkas (342–1)
3. Teil Die Sonnenfinsternis (343–1)

### Filme auf DVD
Zum 75. Jubiläum 2004 und 2005 wurde in zwei Sammelboxen auf DVD die 1991 bis 1993 produzierte 39-teilige französisch-kanadische Fernsehserie verkauft, wobei die 18 Doppelfolgen jeweils zu einer einzelnen langen Folge zusammengeschnitten wurden, sodass es insgesamt 21 Folgen gibt. Die DVDs sind auch einzeln erhältlich. Regie führte Stéphane Bernasconi und die Musik wurde von Ray Parker Jr. und Tom Szeczseniak zusammengestellt.

#### Die Collection 1
Die Episoden:
DVD 1: Die Zigarren des Pharaos, König Ottokars Zepter, Die schwarze Insel
DVD 2: Der Arumbaya-Fetisch, Der Fall Bienlein
DVD 3: Der geheimnisvolle Stern, Tim in Tibet, Tim und die Picaros
DVD 4: Im Reich des schwarzen Goldes, Kohle an Bord
Veröffentlichung in Deutschland am 29. November 2004.

#### Die Collection 2
Die Episoden:
DVD 1: Die Krabbe mit den goldenen Scheren, Das Geheimnis der „Einhorn“, Der Schatz Rackhams des Roten
DVD 2: Der Blaue Lotos, Flug 714 nach Sydney
DVD 3: Die sieben Kristallkugeln, Der Sonnentempel, Die Juwelen der Sängerin
DVD 4: Reiseziel Mond, Schritte auf dem Mond, Tim in Amerika
Veröffentlichung in Deutschland am 24. Januar 2005.
Bei Der geheimnisvolle Stern, Der Schatz Rackhams des Roten und Tim in Amerika handelt es sich um Einzelfolgen, der Rest sind Doppelfolgen.

#### Tim & Struppi – Spielfilm-Box (3 DVDs)
Die Zeichentrick-Kinofilme Tim und Struppi im Sonnentempel (Le temple du soleil) von 1969 und Tim und Struppi und der Haifischsee (Le lac aux requins) von 1972 sind zusammen mit dem Fernsehfilm Der Fall Bienlein von 1964 als Tim & Struppi – Spielfilm Box am 20. November 2006 auf DVD in Deutschland veröffentlicht worden.

#### Tim & Struppi – Jubiläums-Sonderedition (8 DVDs)
DVD 1: Die Zigarren des Pharao, König Ottokars Zepter, Die schwarze Insel
DVD 2: Der Arumbaya-Fetisch, Der Fall Bienlein
DVD 3: Der geheimnisvolle Stern, Tim in Tibet, Tim und die Picaros
DVD 4: Im Reich des schwarzen Goldes, Kohle an Bord
DVD 5: Die Krabbe mit den goldenen Scheren, Das Geheimnis der Einhorn, Der Schatz „Rackhams“ des Roten
DVD 6: Der Blaue Lotos, Flug 714 nach Sydney
DVD 7: Die sieben Kristallkugeln, Der Sonnentempel, Die Juwelen der Sängerin
DVD 8: Reiseziel Mond, Schritte auf dem Mond, Tim in Amerika
Extras: Jubiläums-Sticker und zwei Sammlerpostkarten

### Spiele
Tim und Struppi wurde auf den Video- und Computerspielmarkt eingeführt. Das Software-Unternehmen Infogrames veröffentlichte 1988 in Frankreich auf einer 5¼″-Diskette das PC-Spiel Tintin Sur La Lune. Im folgenden Jahr erschienen Versionen für die Spielkonsole Atari 2600 und für den Heimcomputer C64 auf Datasette. Für den Commodore Amiga und den Atari ST erschien das Spiel auf 3,5″-Diskette.
Es folgten von Infogrames 1995 für den Super Nintendo und den Game Boy zwei Spiele mit den Titeln Tim in Tibet und Tim und der Sonnentempel und 1998 nur in Frankreich ein Druckstudio mit Bildschirmschoner und Desktopicons für den PC.
2001 kam Tim und Struppis Abenteuerreisen (Tintin – Objectif Aventure) für die PlayStation und den PC auf den Markt. Die Windows-Version erschien nicht in Deutschland und im englischsprachigen Raum nur in kleiner Auflage.
Ein Quartettspiel Tintin et les voitures folgte 2007, in dem die Autos aus allen Geschichten abgebildet waren.
2011 bot iTunes das Adventure-Spiel Die Abenteuer von Tim und Struppi: Das Geheimnis der Einhorn der Firma Gameloft an.
Am 13. Juni 1978 war bei der 2. Runde Spiel ohne Grenzen Tim und Struppi das Thema aller Spielrunden. Gespielt wurde in Rochefort, Belgien.

## Kunsthandel

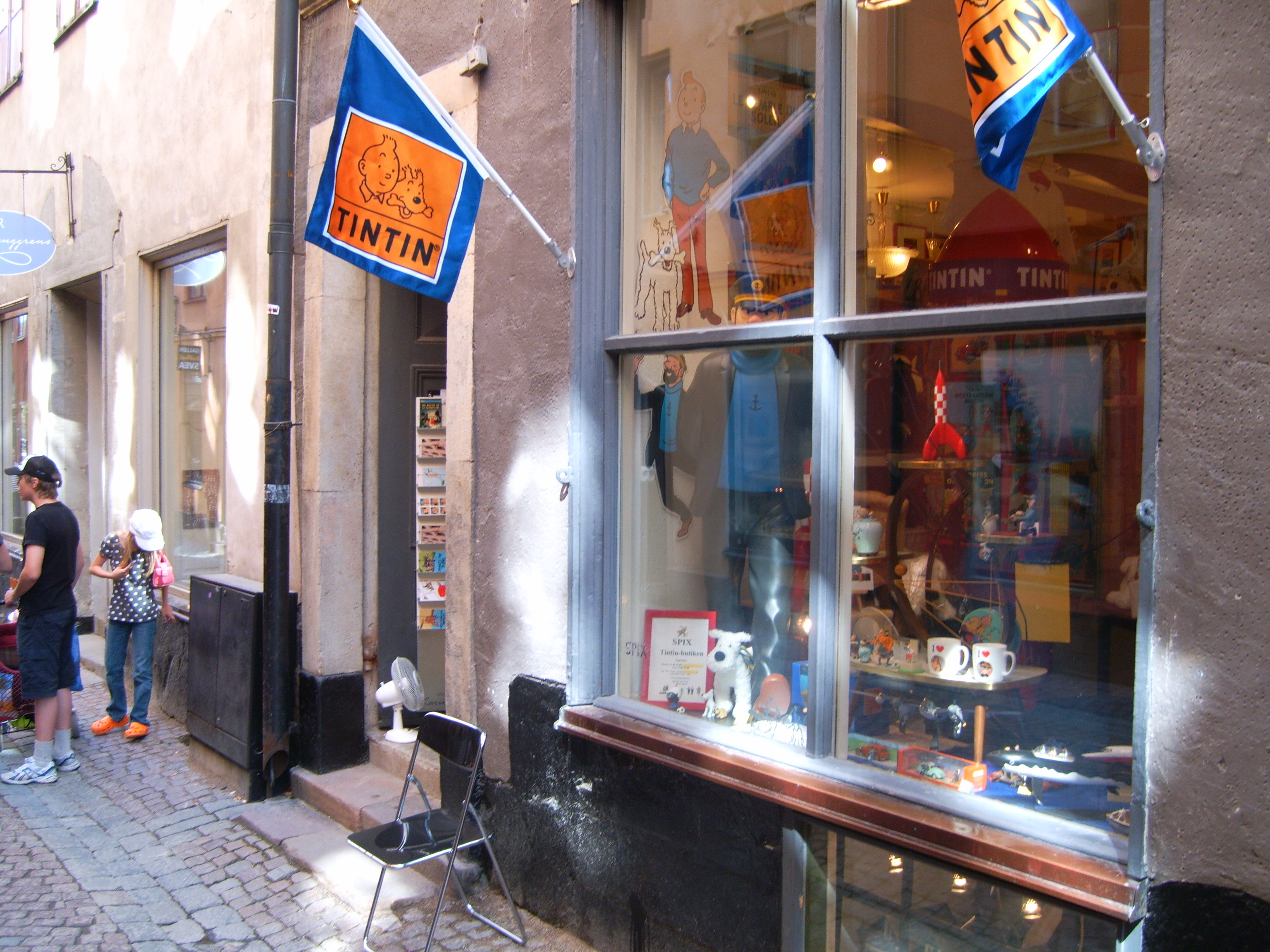
Tintin-Laden in Stockholm, auf der Flagge Tim und Struppi

Am 8. April 2017 erzielte ein seltener 21 × 15 cm großer Farbdruck (basierend auf einem Tuschebild als Vorlage) aus dem Band Tim in Amerika bei einer Versteigerung in Paris 753.000 Euro. In zwei Fällen erzielten Originale von Hergé 2014 und 2015 Preise um zwei Millionen Euro. Im November 2017 wurde eine Originalzeichnung von 1939 aus dem Band König Ottokars Zepter für eine Titelseite der Zeitungsbeilage Le Petit Vingtième im Auktionshaus Artcurial in Paris für 505.000 Euro versteigert. Für eine Coverzeichnung des Blauen Lotos wurden im Januar 2021 in einem Pariser Auktionshaus 3,2 Millionen Euro geboten. Somit ist es das bis zu diesem Zeitpunkt wertvollste Comic-Titelbild überhaupt.